# Jarosław (województwo podkarpackie)

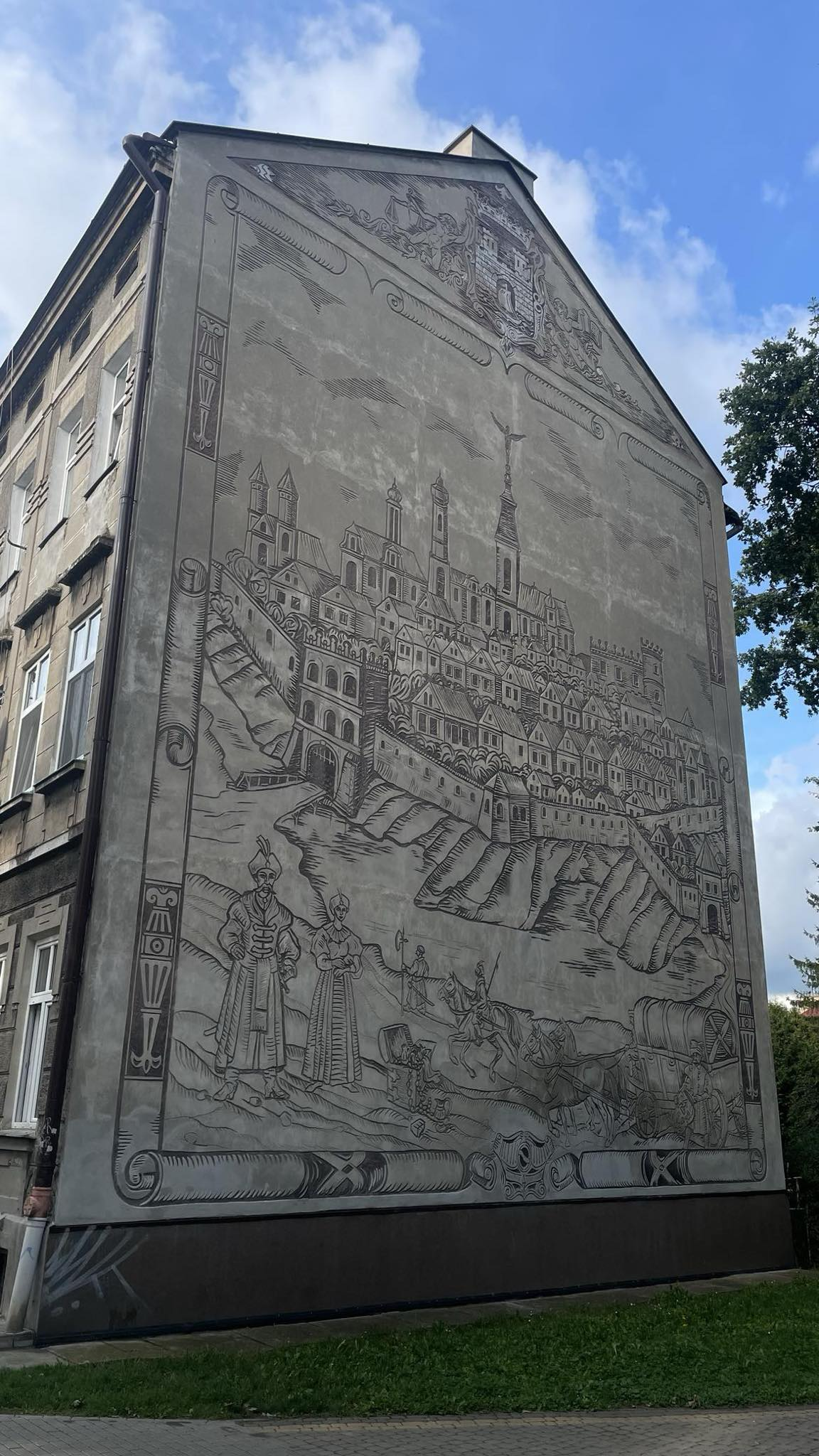
Sgraffito z panoramą średniowiecznego Jarosławia

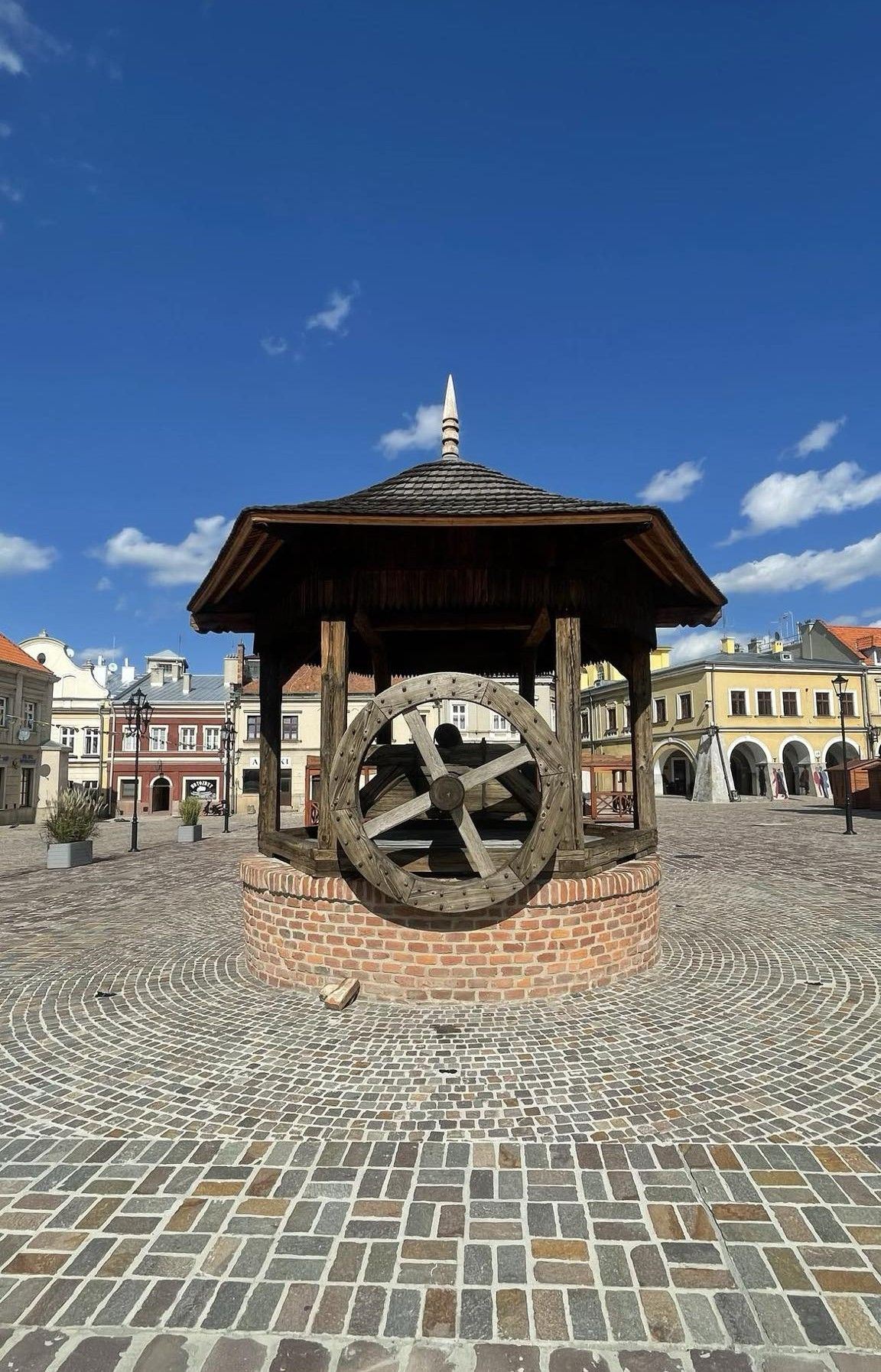
Zabytkowa studnia w rynku

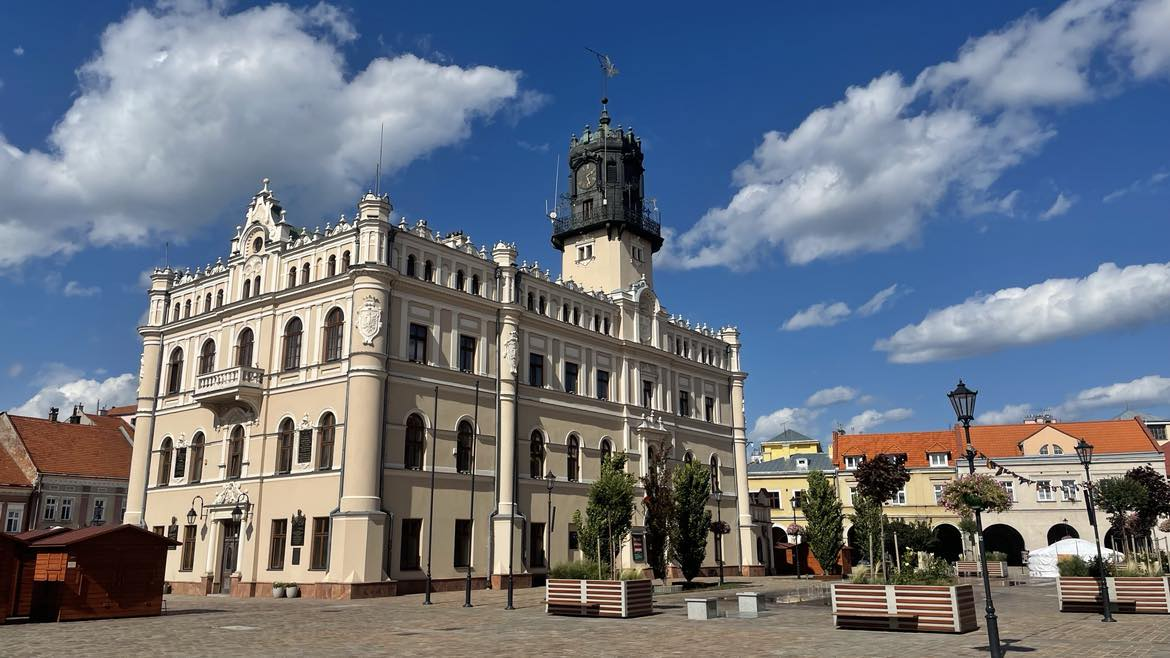
Ratusz miejski

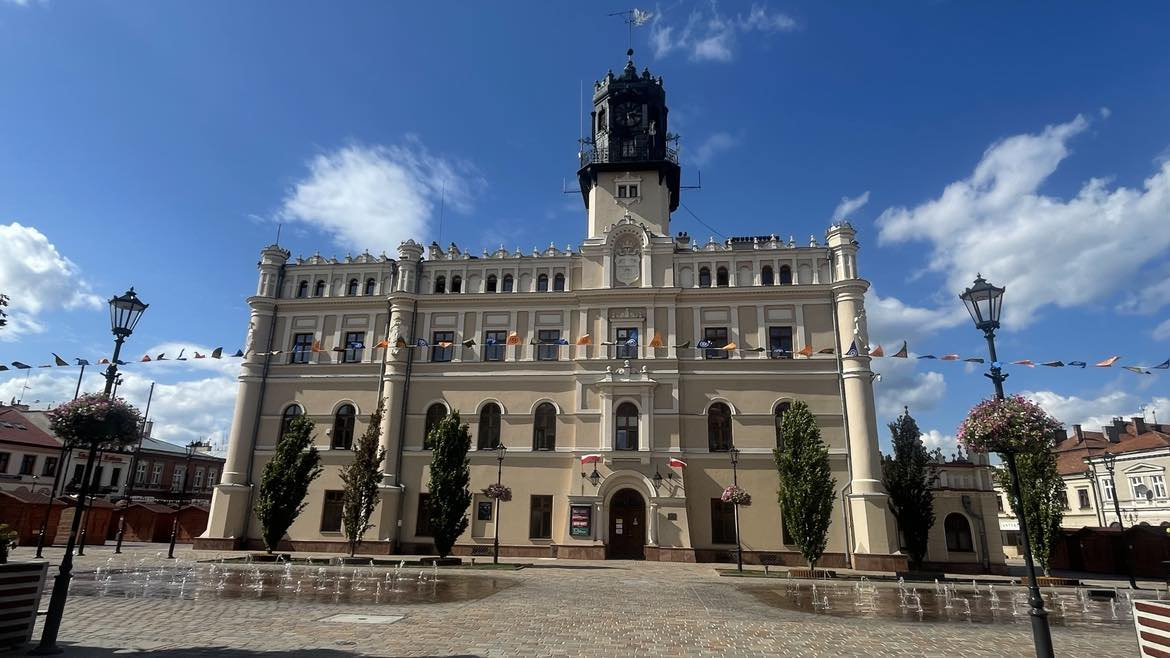
Ratusz miejski - elewacja frontowa

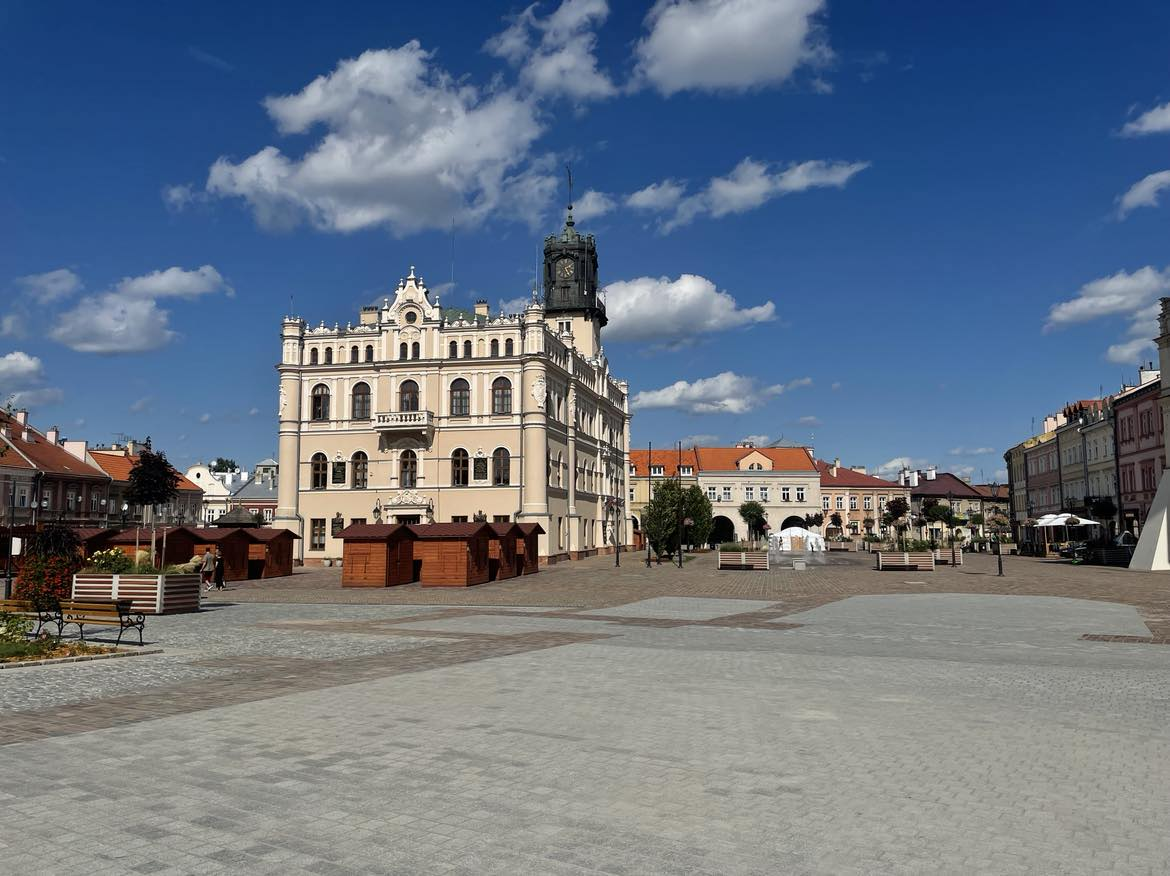
Widok na rynek od strony Placu Św. Michała

Kamienica Rynek 11 (XVI-XVIII w.) w której mieszkała królowa Marysienka, obecnie siedziba Stowarzyszenia Miłośników Jarosławia

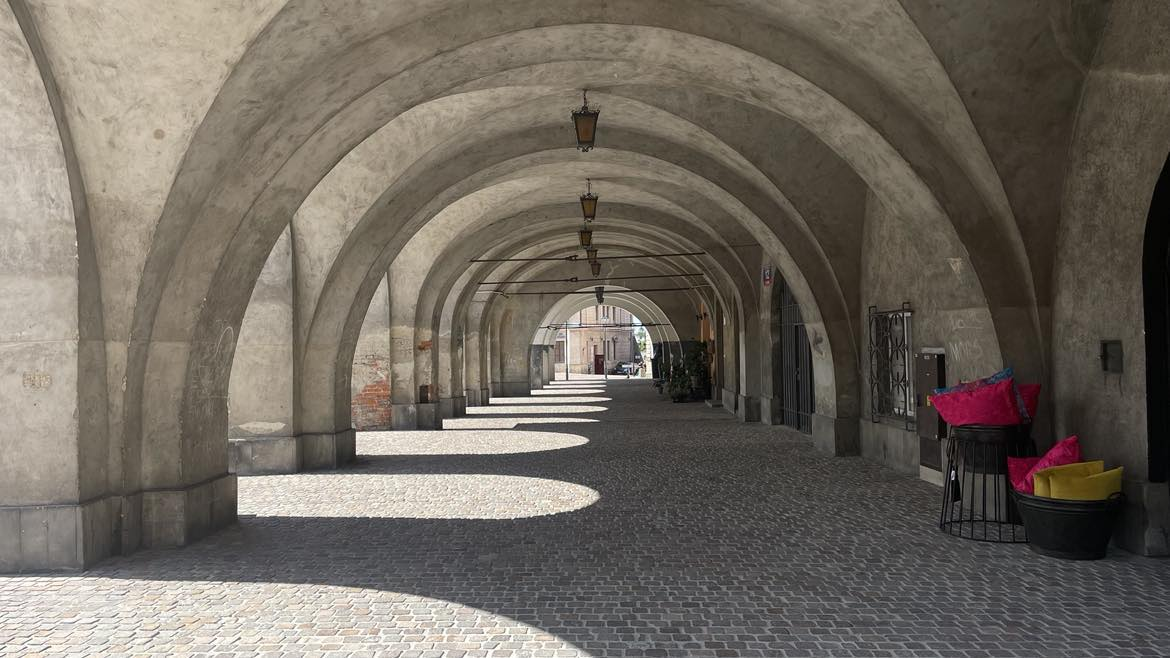
Podcienie w jarosławskim rynku od strony wschodniej

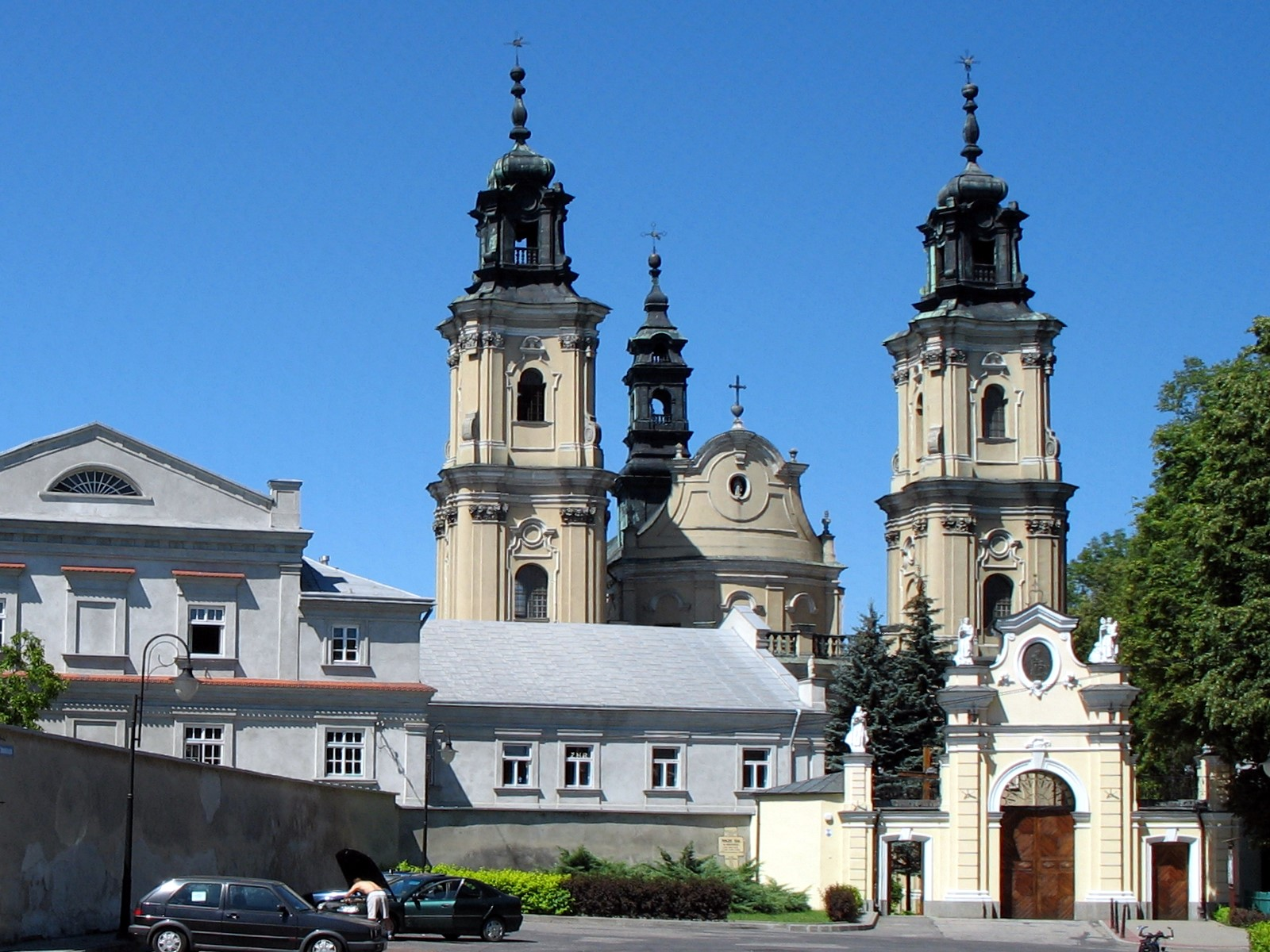
Kościół i klasztor Dominikanów

Cerkiew konkatedralna pw. Przemienienia Pańskiego

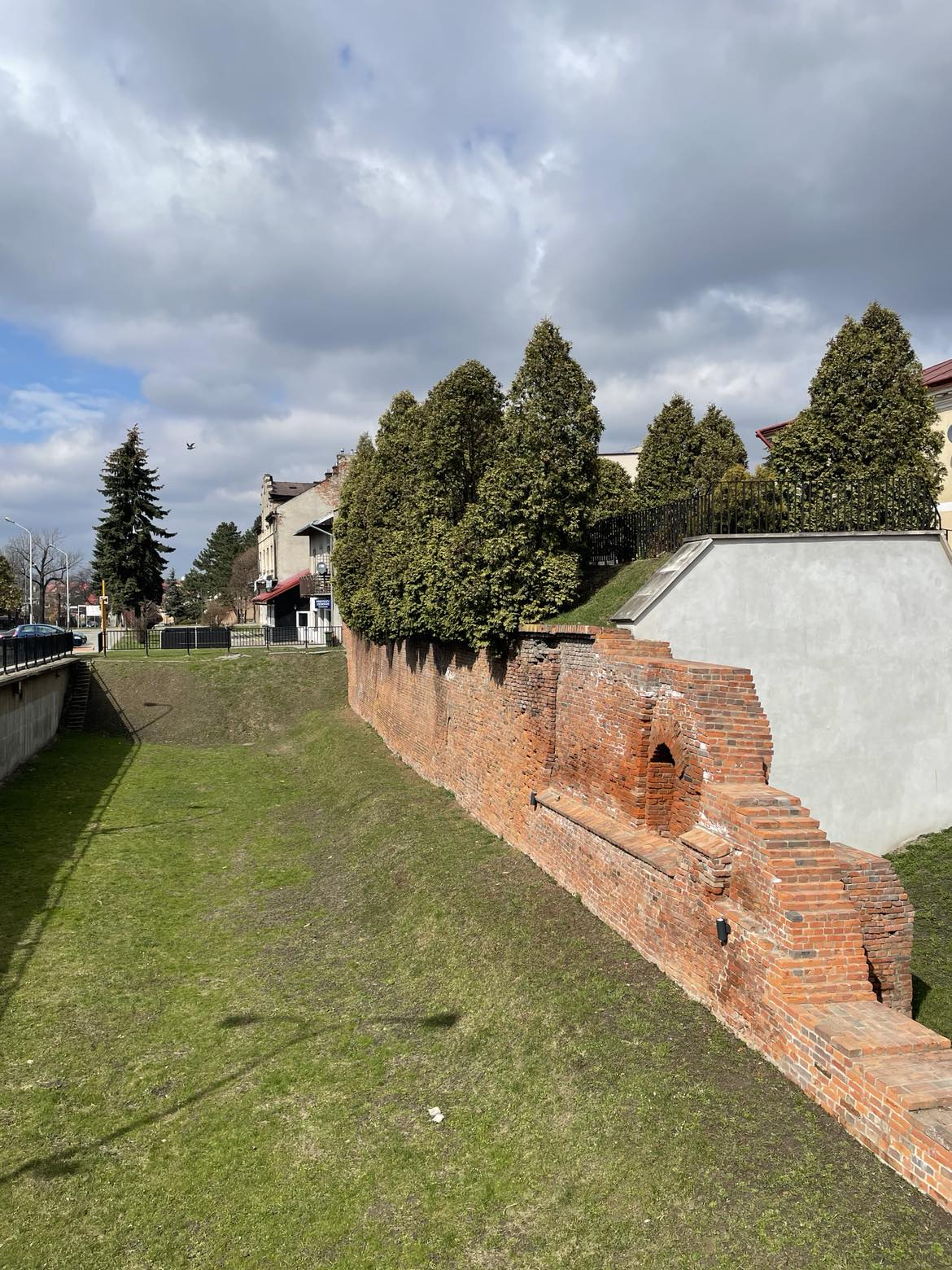
Mury miejskie

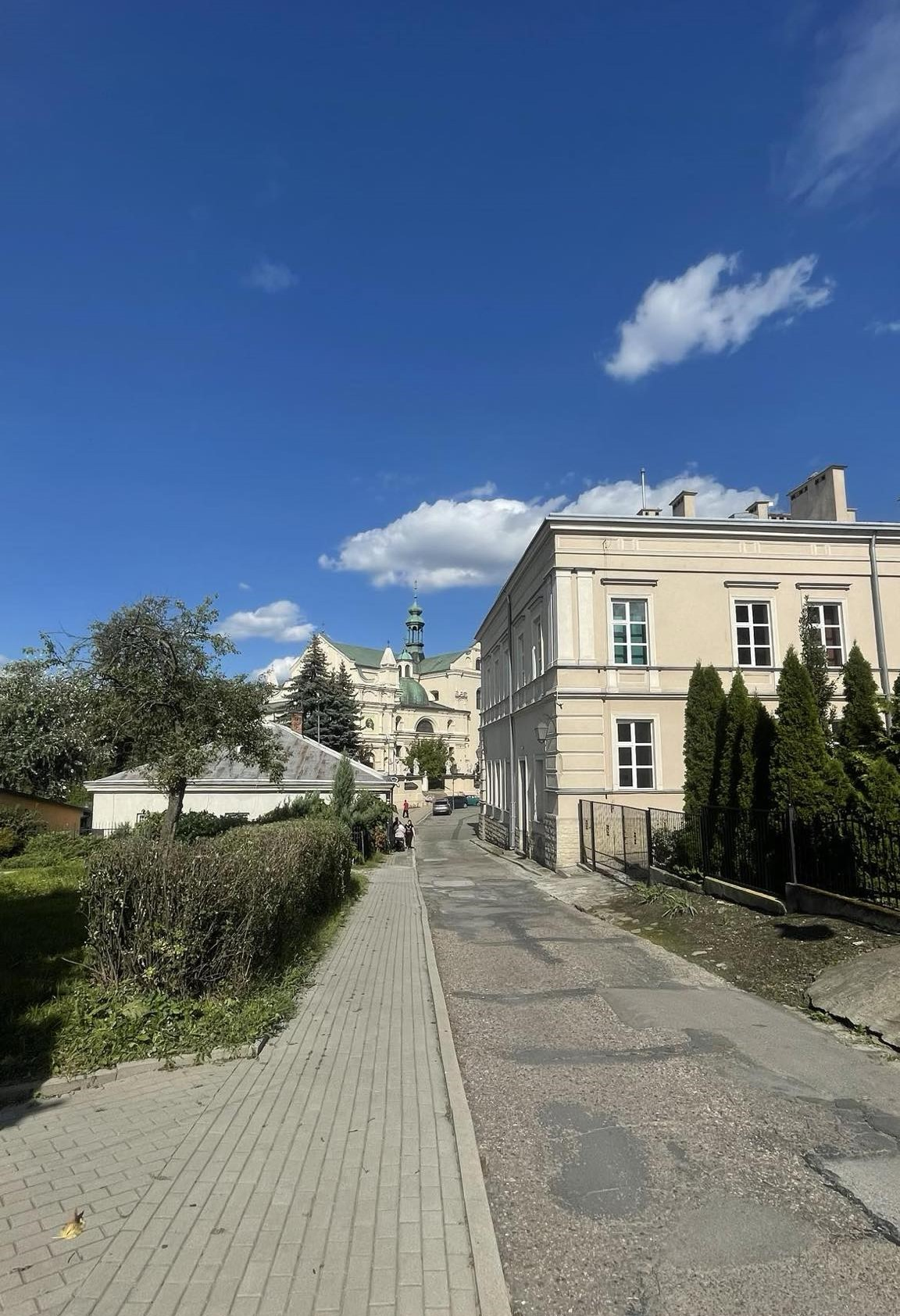
Ulica Farna

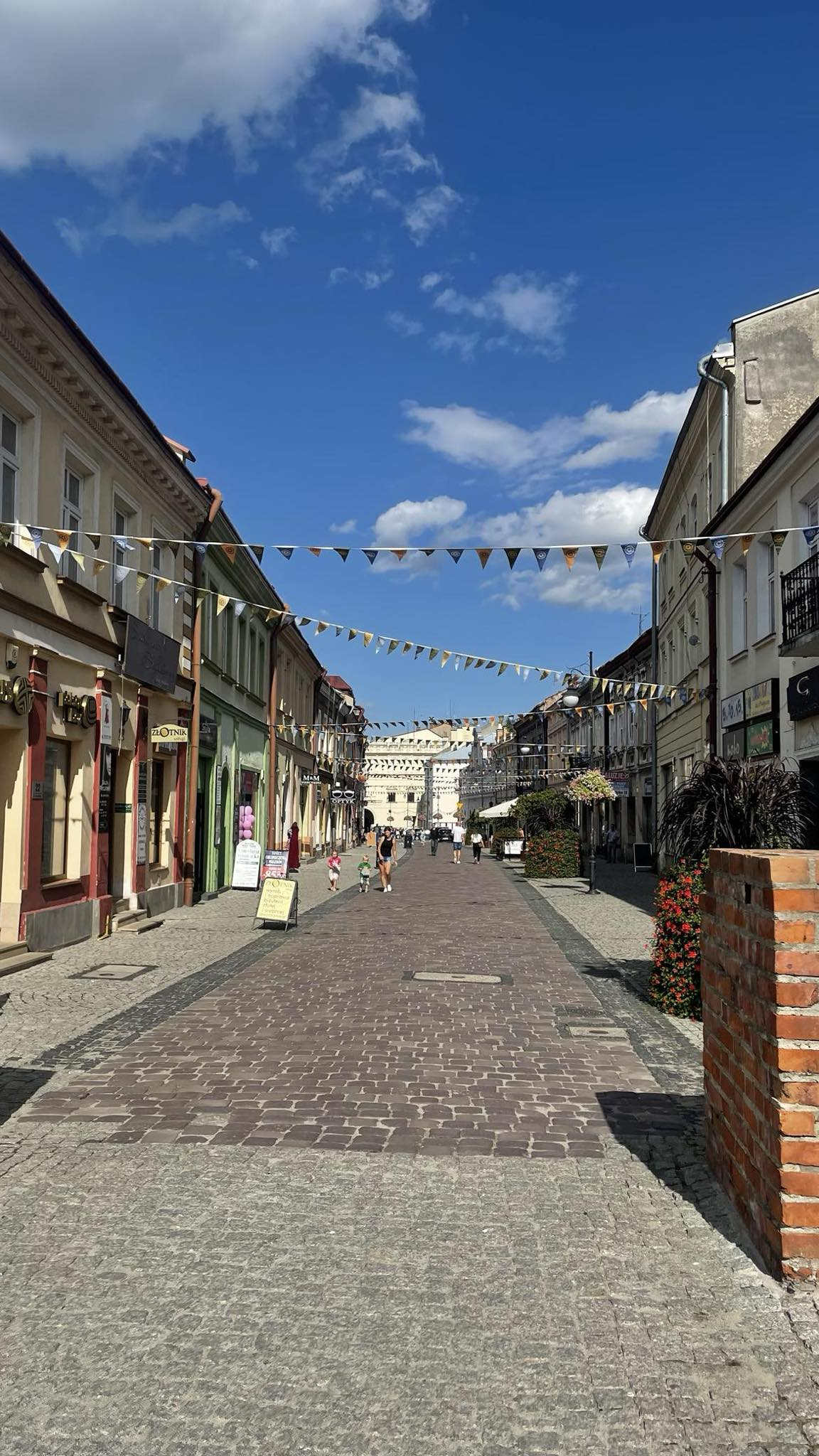
Ulica Grodzka

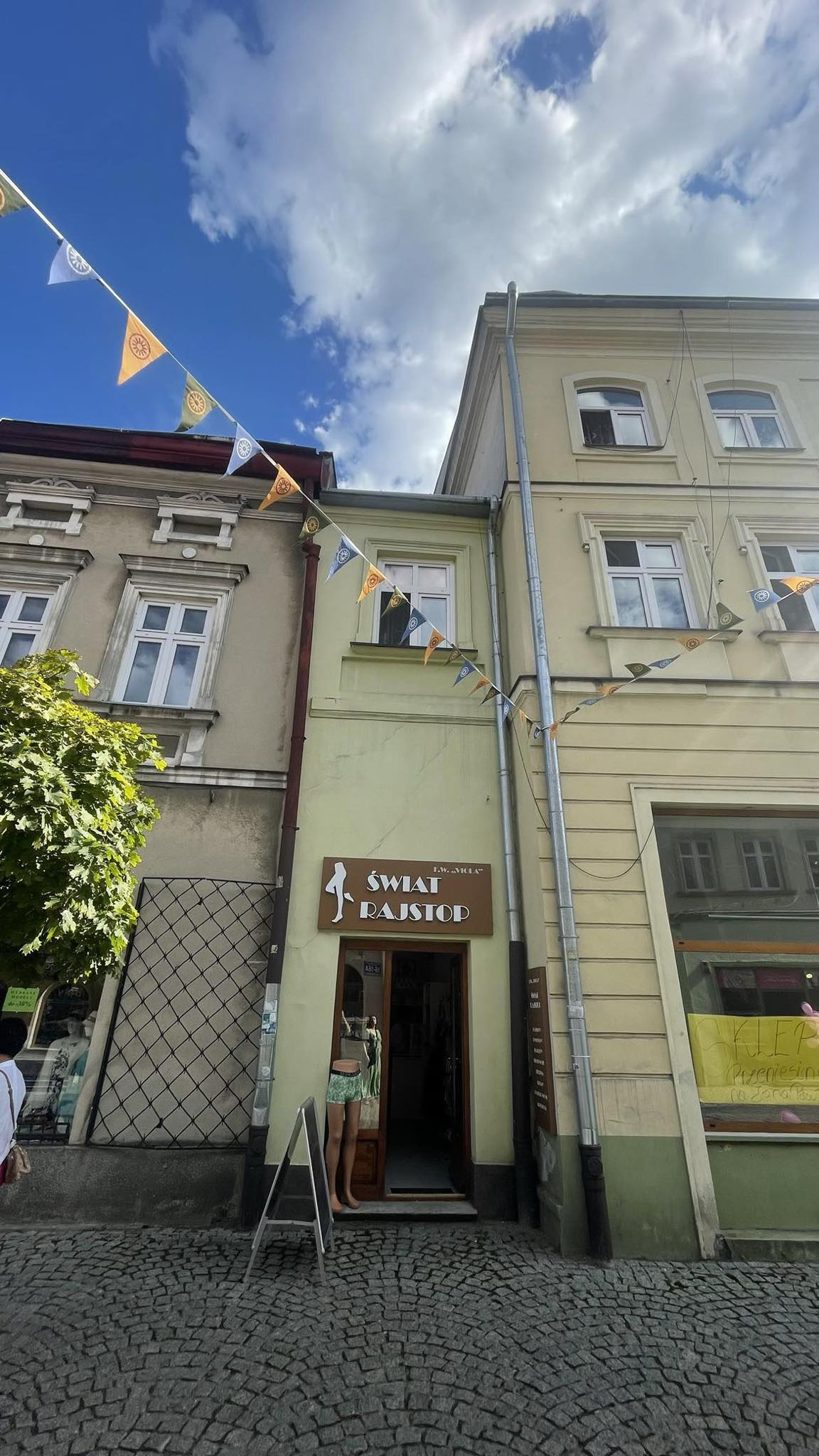
Najwęższa miejska kamienica o szerokości 2,5 m przy ulicy Grodzkiej

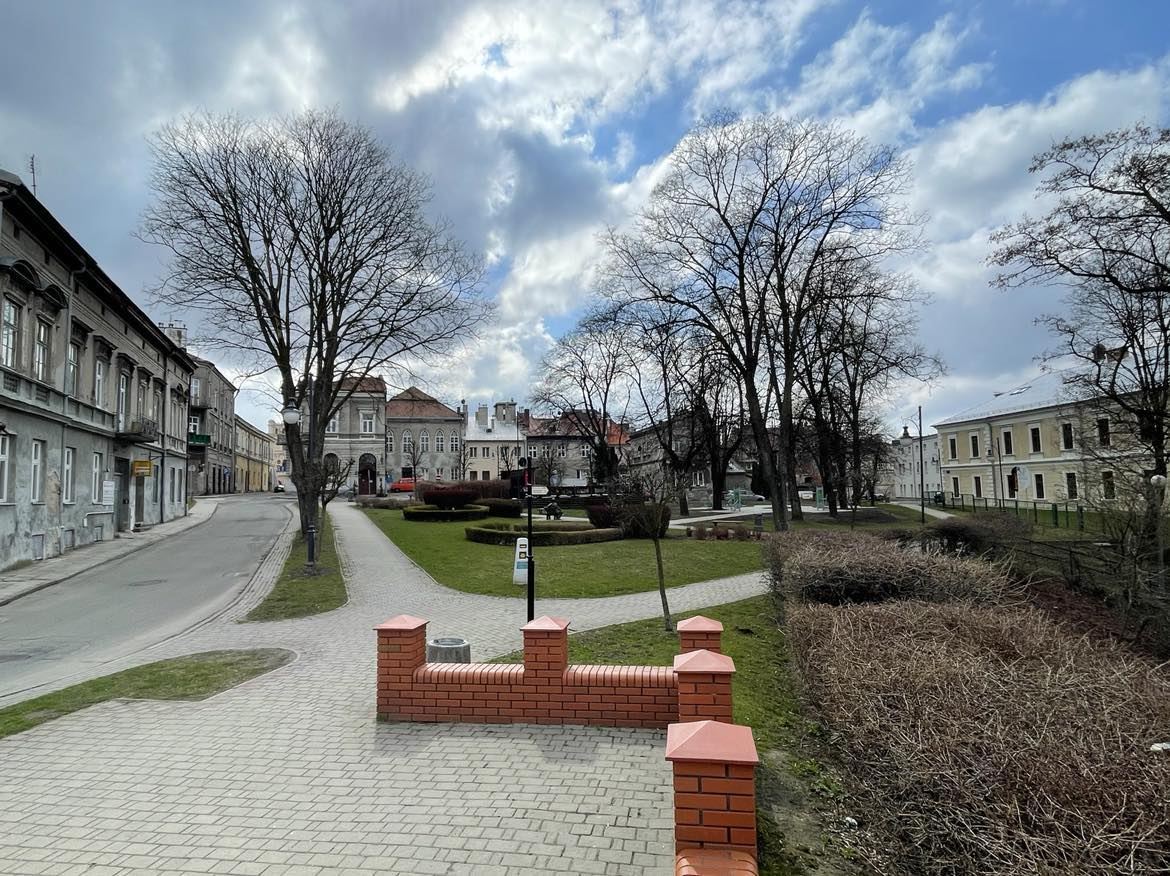
Mały Rynek w Jarosławiu

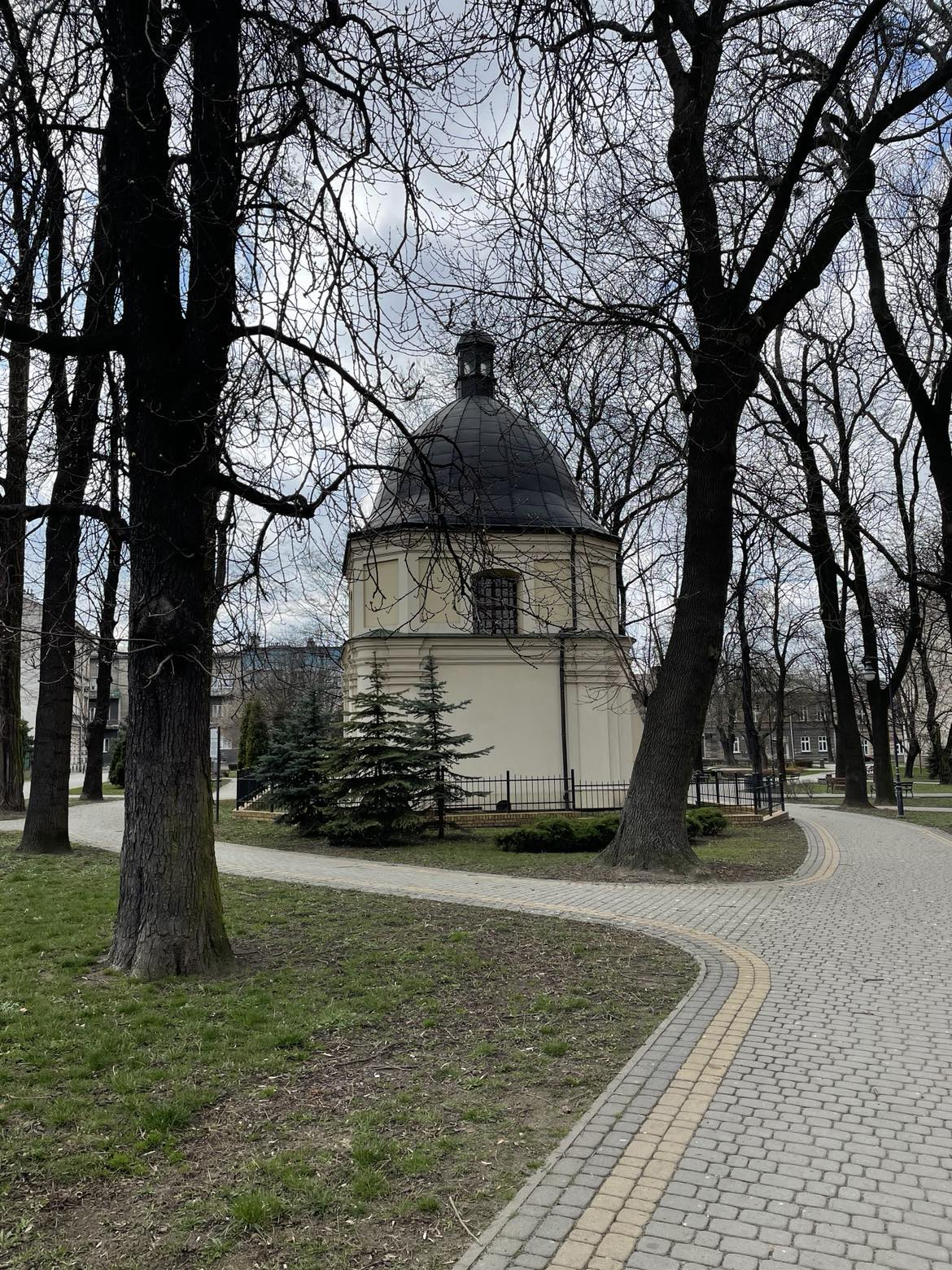
Zabytkowa kapliczka w Parku im. Czesławy "Baśki" Puzon

Jarosław – miasto w Polsce, w województwie podkarpackim, siedziba powiatu jarosławskiego oraz gminy wiejskiej Jarosław, położone nad Sanem, na pograniczu dwóch krain geograficznych: Doliny Dolnego Sanu i Podgórza Rzeszowskiego. Według tradycji, miasto zostało założone w 1031 roku przez wielkiego księcia Rusi Kijowskiej Jarosława I Mądrego.
Leży w historycznej ziemi przemyskiej Rusi Czerwonej. Prywatne miasto szlacheckie lokowane w 1375 roku położone było w XVI wieku w województwie ruskim. Jarosław uzyskał prawo składu w 1443 roku.
Za czasów I Rzeczpospolitej Jarosław stanowił trzeci (po Przeworsku i Przemyślu) co do ważności ośrodek miejski ziemi przemyskiej.
Według austriackiego spisu ludności z 1900 w 1640 budynkach w Jarosławiu na obszarze 2617 hektarów mieszkało 22 660 osoby, z czego 12 228 (54%) było katolikami, 5703 (25,2%) wyznawcami judaizmu, 4457 (19,7%) grekokatolikami, a 270 (1,2%) innej religii lub wyznania, 19 269 (85%) było polsko-, 1448 (6,4%) ukraińsko-, 893 (3,9%) niemiecko-, a 208 (0,9%) innojęzycznych.
Od 23 grudnia 1920 r. do 18 sierpnia 1945 r. znajdowało się na terenie województwa lwowskiego. Od 1945 do 1974 wchodziło w skład województwa rzeszowskiego. W latach 1975–1998 miasto należało administracyjnie do województwa przemyskiego.

## Położenie i struktura powierzchni
Jarosław położony jest na lewej terasie Sanu. Miasto znajduje się na styku dwóch krain geograficznych: Podgórza Rzeszowskiego oraz Doliny Dolnego Sanu. Leży na wysokości między 210 a 240 m n.p.m. W okolicy miasta występują charakterystyczne dla obszarów lessowych głębokie wąwozy. W obrębie miasta do Sanu wpadają trzy potoki: Stawki, Miłka i Głęboka.
Według danych z roku 2002 Jarosław ma obszar 34,61 km², w tym:
- użytki rolne: 72%
- użytki leśne: 0%

Miasto stanowi 3,35% powierzchni powiatu.

## Ochrona środowiska
Według raportu Światowej Organizacji Zdrowia w 2016 roku Jarosław został sklasyfikowany jako 47. najbardziej zanieczyszczone miasto Unii Europejskiej.

## Historia
Najstarsze ślady pobytu człowieka w regionie jarosławskim sięgają okresu schyłkowego paleolitu. W dobie neolitu rejon Podgórza oraz dolina Sanu były pokryte siecią osad. Świadczą o tym liczne ślady w postaci odnalezionych cmentarzysk, ceramiki, narzędzi, broni. Na przełomie VII i VI w. p.n.e. we wschodniej części obszaru pojawili się przedstawiciele scytyjskiego kręgu kulturowego, przybyli tu z terenów dzisiejszej Ukrainy. W VI-VI w. n.e. Brama Przemyska została objęta przez najstarsze osadnictwo słowiańskie.
Przyjmuje się, iż tereny te razem z resztą Grodów Czerwieńskich wchodziły w skład państwa Mieszka I. W roku 981 zostały opanowane przez Włodzimierza I Wielkiego, księcia ruskiego, następnie odzyskane w roku 1018 przez Bolesława I Chrobrego, a w roku 1031 przejęte przez księcia kijowskiego Jarosława I Mądrego. Według tradycji już wtedy książę Jarosław założył tu gród, jednak najstarsze źródła pisane dotyczące Jarosławia znajdujemy dopiero w roku 1152. Zapiski w kronice staroruskiej określają miasto jako gród warowny, należący do księcia halicko-włodzimierskiego. Pierwsza lokacja miasta miała miejsce w 1323 r. w rejonie tzw. Wzgórza Benedyktynek. W roku 1340 zgodnie z testamentem piastowskiego księcia Bolesława Jerzego II, będącego po kądzieli potomkiem Jarosława Mądrego, księstwo Halickie wraz z Jarosławiem zajęte zostało przez Kazimierza Wielkiego. Udokumentowana lokacja miasta na prawie niemieckim zw. prawem magdeburskim na obecnym miejscu, dokonana przez namiestnika Rusi Halickiej Władysława Opolczyka, nastąpiła 7 grudnia 1375.

### Zarządcy Jarosławia
W 1387 królowa Jadwiga podarowała Jarosław Janowi z Tarnowa herbu Leliwa. W rękach Tarnowskich pozostawał Jarosław prawie do końca XIV w. Jan Tarnowski, właściciel Tarnowa, Jarosławia, Przeworska i Wielowsi oraz przyległych kluczy, podzielił swój majątek pomiędzy dwóch synów: Jana i Spytka. Spytek I, przyjmując nazwisko Jarosławski herbu „Leliwa”, otrzymuje Jarosław oraz Bełżec, a jego syn Rafał przejmuje Przeworsk. Najbardziej znaną postacią w XV związaną z tym grodem był Rafał Tarnowski (zm. 1441), polski szlachcic herbu Leliwa, syn Spytka I Jarosławskiego i Sandochny ze Zgłobienia, który był właścicielem Jarosławia i Przeworska oraz kasztelanem wojnickim i starostą lwowskim przed 1440 r. Spytek III Jarosławski, zarządca Jarosławia, przed 1481 r. był w związku z Jadwigą z Warzyszyna, z którą miał dwie córki: Annę Jarosławską i Magdalenę. Potem nastąpił syn Anny Jarosławskiej-Tarnowskiej herbu Leliwa i Jana Odrowąża, późniejszego wojewody ruskiego, Stanisław Odrowąż, co sprawiło, że Jarosław przejęli Odrowążowie. W końcu XVI w. jedyną właścicielką była Zofia ze Sprowy Odrowąż Kostkowa – córka Stanisława Odrowąża (prawnuczka Spytka III), wdowa po Janie Krzysztofie Tarnowskim. Jej drugi mąż, Jan Kostka po poślubieniu właściciel Jarosławia prowadził poważną działalność budowlaną, m.in. rozbudował zamek w Jarosławiu i postawił murowany pałac w Pełkiniach (1575-1580?). Ich córka księżna Anna Ostrogska z Kostków (1575-1635) herbu Dąbrowa sprowadziła do Jarosławia benedyktynki. Była także fundatorką bursy przy kolegium. Gdy w wieku 19 lat wyszła za mąż za Aleksandra Ostrogskiego zamieszkała z mężem na zamku w Jarosławiu. W 1606 wykupiła od swojej siostry Katarzyny Sieniawskiej drugą część Jarosławia. 24 maja 1636 po śmierci Anny Ostrogskiej dobra jarosławskie przypadły jej córkom, Katarzynie Zamoyskiej oraz Annie Alojzie Chodkiewicz, a także wnukom Aleksandrowi Michałowi i Konstantemu Lubomirskim (synom Zofii Ostrogskiej, najstarszej córki Anny, która zmarła w 1622 r.). Faktyczną opiekę nad miastem sprawowała hetmanowa Chodkiewiczowa.
Potem kolejno właścicielami miasta byli Sieniawscy, Zamojscy, Wiśniowieccy, Koniecpolscy, Sobiescy, Sieniawscy, Sanguszkowie i Czartoryscy. Właścicielem Jarosławia był też m.in. August Aleksander Czartoryski Z rąk Czartoryskich miasto wykupiło się w drugiej połowie XIX w.

### Miasto kupców i jarmarków
Jarosław, położony na skrzyżowaniu szlaków handlowych ze Śląska na Ruś i z Gdańska na Węgry, a także nad dogodną drogą wodną, jaką był San, miał korzystne warunki rozwoju. Przyczynił się do tego także status miasta prywatnego, którego właściciele zabiegali o prawa i przywileje kupieckie. Znaczącym ośrodkiem handlowym i rzemieślniczym był już na początku XV w. 1464 rok to pierwsza znana data pojawienia się Żydów w Jarosławiu. W roku 1501 miasto otrzymało prawo składu, co zmuszało przejeżdżających kupców do zatrzymania się i wystawienia swoich towarów. Nad Sanem powstał duży port rzeczny oraz warsztaty, w których wytwarzano szkuty i galary. Rozwijało się rzemiosło, a rzemieślnicy byli skupieni w ponad 20 cechach.
Największy rozkwit miasta przypada na XVI i XVII wiek. W 1513 r. Jarosław był już otoczony murami miejskimi z trzema bramami i kilkoma basztami obronnymi. Obronność miasta zwiększały dodatkowo pozostałe do dziś na jego przedpolu warowne klasztory i obronne folwarki. Ozdobą miasta był rozległy Rynek z ratuszem, otoczony siatką ulic. Zabudowane było (zwłaszcza sam Rynek) obszernymi domami mieszczan, dającymi pomieszczenie ludziom i towarom. Te ostatnie przechowywano m.in. w kikukondygnacyjnych piwnicach, do których dostęp był bezpośrednio z Rynku. Wraz z rozwojem gospodarczym następował rozwój kulturalny. Już w XIV w. istniała tu pierwsza szkoła. W 1571 r. założone zostało kolegium jezuitów, działała też znana drukarnia Jana Szeligi (zm. 1636).
Odbywające się w Jarosławiu jarmarki należały do największych w kraju, a nawet w Europie (podobno w XVI w. najbliższy większy jarmark odbywał się we Frankfurcie n. Menem). W czasie jarmarków odbywały się sesje Sejmu Czterech Ziem, który był przedstawicielstwem Żydów z Korony.
O rozmiarze jarmarku jarosławskiego świadczy liczba przybywających do miasta osób. Liczba ta wynosiła 30 tysięcy, przy liczbie stałych mieszkańców 3 tysiące. Nieliczni z nich mieścili się w samym mieście, większość nocowała w podmiejskich domostwach lub w namiotach i wozach. Cena za wynajęcie jednej izby w mieście na okres jarmarku (ok. 1 miesiąc) wynosiła 100–160 zł. W tym czasie roczny czynsz z trzypiętrowej kamienicy we Lwowie przy Rynku wynosił 330 zł, a w bocznej ulicy 150 zł. Wynajem lokali był dla kamieniczników źródłem znaczących zysków. Okres jarmarku był dobrym czasem również dla jarosławskich rzemieślników: piekarzy, rzeźników, piwowarów, krawców, szewców, kowali, stelmachów i innych, a także dla biedoty miejskiej. Jarmarki odbywały się trzy razy w roku. Ten największy odbywał się w święto Wniebowzięcia, pozostałe w Popielec i na św. Andrzeja. Tradycje kupieckie przetrwały w Jarosławiu do dziś.
W roku 1632 Szymon Starowolski w dziele Polonia zanotował: „Następnie idzie Łańcut (...) i Rzeszów (...); mleka tu i płócien lnianych wielka jest zwykle obfitość, ponieważ wioski na całym tym obszarze zamieszkują potomkowie niemieckiego plemienia, wzięci na jakiejś wojnie przez Kazimierza Wielkiego, króla Polski, lub sprowadzeni z Saksonii, z dziećmi i żonami, aż w te okolice. Ci przeto o bydło i uprawę lnu troszczą się wielce i w porze jarmarków tak do innych okolicznych miast wymieniane towary zwożą na sprzedaż, jak przede wszystkim do Rzeszowa i Jarosławia” (zob. Głuchoniemcy).
26 sierpnia 1625 roku „...miasto w czasie jarmarku zgorzało przez co kupcy tu bawiący stracili do 10 milionów złotych, straciły jarmarki i miasto swoją wziętość”.

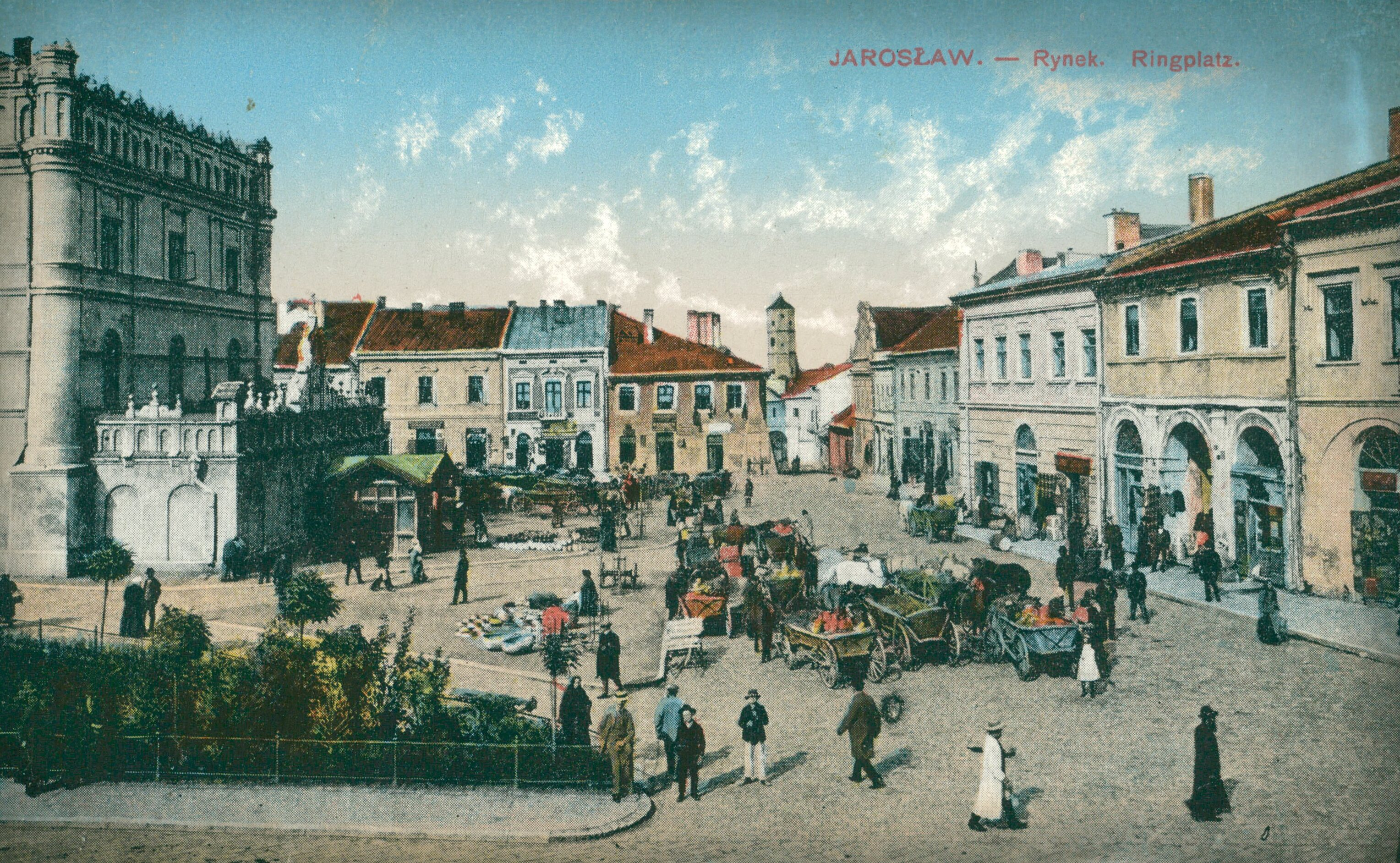
Rynek, 1. połowa XX w.
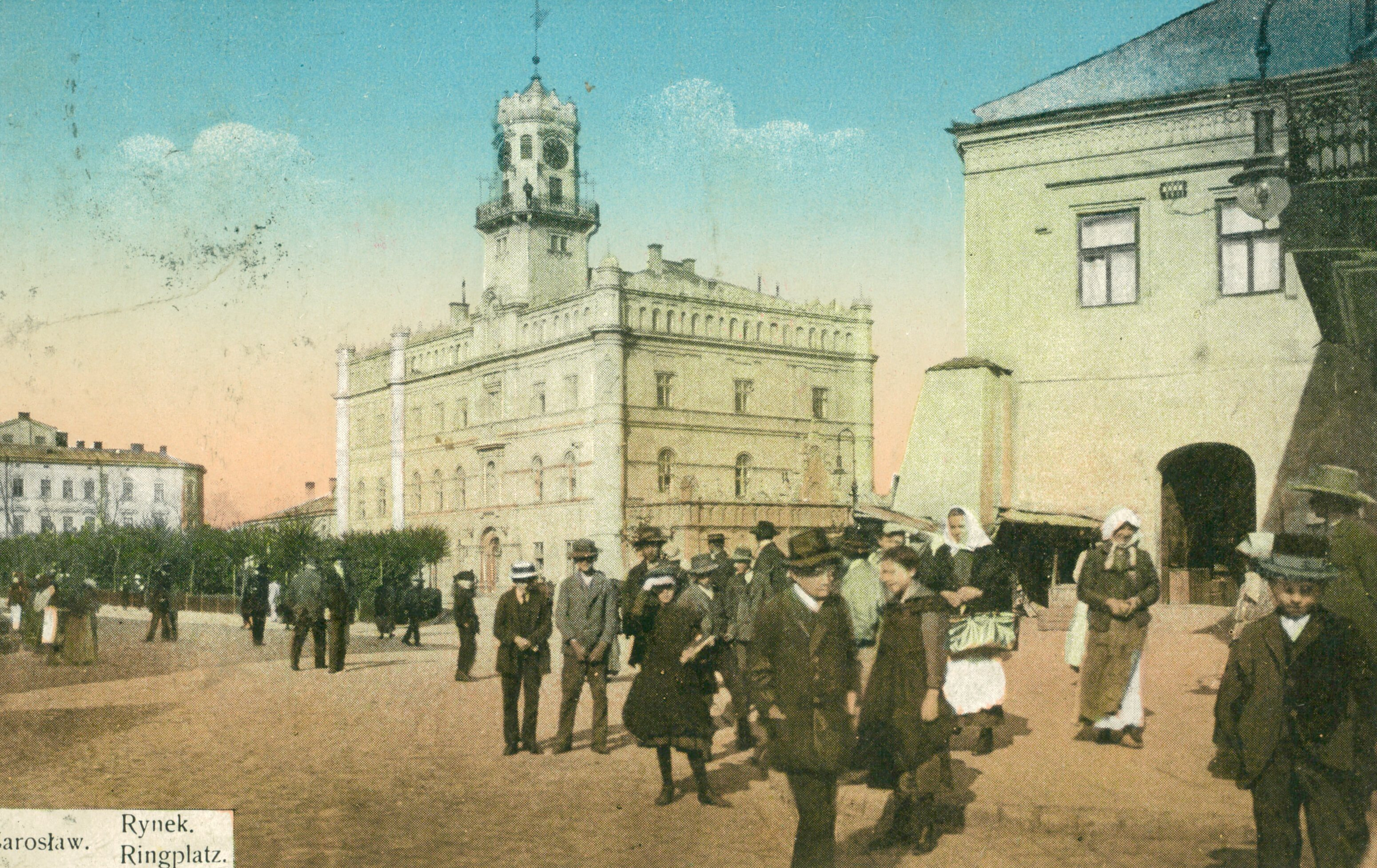
Ratusz, około 1915
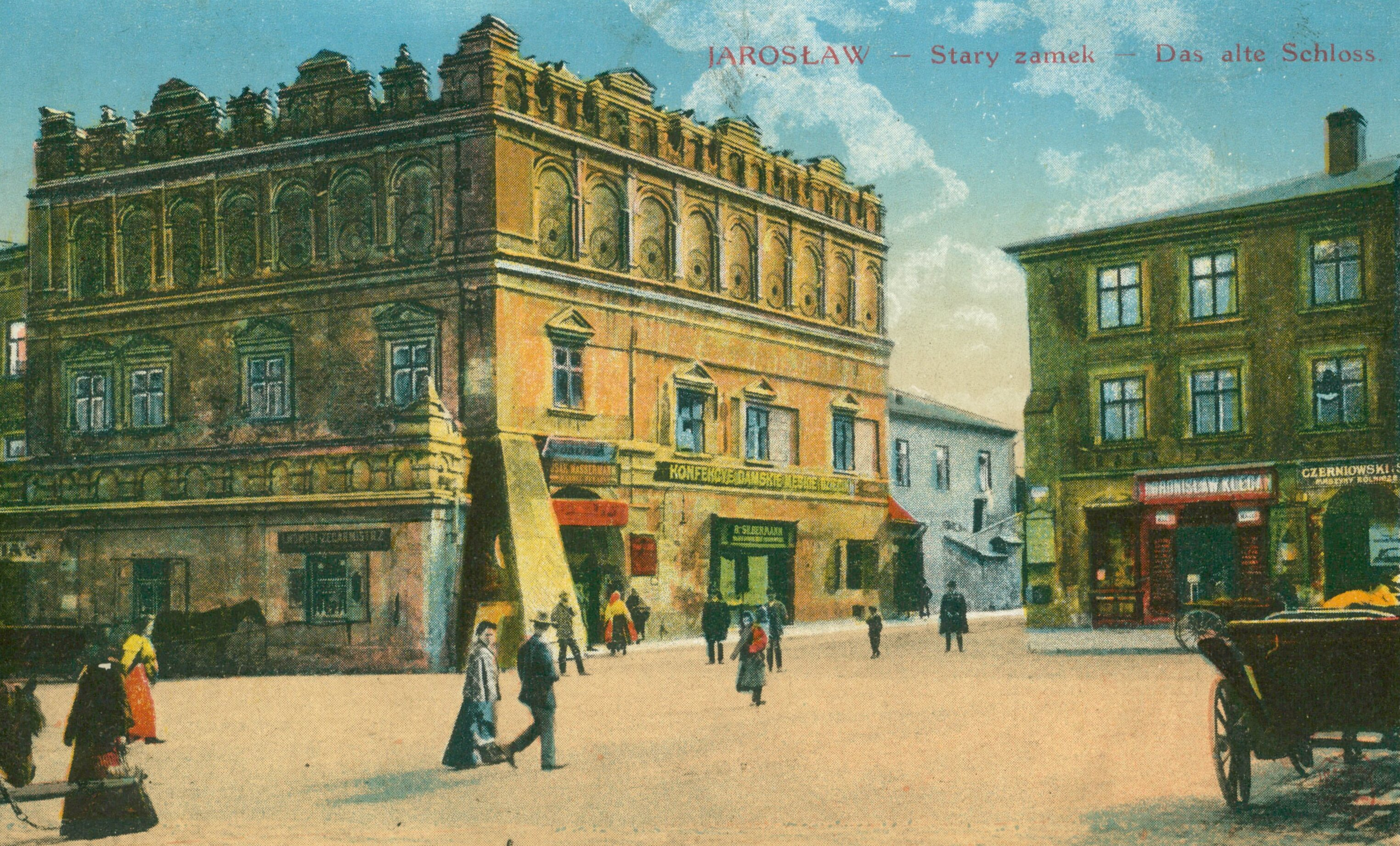
Kamienica Orsettich, około 1915

### Jarosław w czasie wojen
17 sierpnia 1245 r. – bitwa pod Jarosławiem
Bitwa pod Jarosławiem – stoczona 17 sierpnia 1245 nad Sanem, koło Jarosławia, pomiędzy wojskami księcia halicko-wołyńskiego Daniela I Romanowicza wspartego przez Połowców, a wojskami wielkiego księcia kijowskiego Rościsława Michajłowicza wspomaganymi przez wojska polskie Bolesława V Wstydliwego i posiłki węgierskie króla Beli IV. Wojska Rościsława i Bolesława Wstydliwego zostały pokonane.
1489 - najazd tatarski
Roku 1489 najazd Tatarów ogniem i mieczem pustosząc kraj ruski, okropne w Jarosławiu i okolicach jego srogości tej niepohamowanej dziczy ślady zostawił. (...) ci tylko ocaleli, którzy albo ucieczką ratować się zdążyli, albo w lochach, okopach i murach schronienie znaleźli. Według tradycji po tym najeździe rozpoczęto kopanie długich tuneli ucieczkowych, prowadzących daleko poza miasto.
bitwa z Tatarami
Książę Aleksander Ostrogski (1571–1603) herbu Ostrogski, wojewoda wołyński (1593) wyswobodził Jarosław z rąk Tatarów atakując na Sośnicę. Po naleganiu księżnej Anny uwolnił tatarskich jeńców i przyznał im ziemię. Potomność nadała mu przydomek „Wspaniałomyślny książę”
11–15 marca 1656 – Bitwa pod Jarosławiem (1656) podczas II wojny północnej
Armia szwedzka w czasie potopu 11 marca 1656 dotarła pod Jarosław, rozpędziła broniące przepraw chorągwie Jerzego Lubomirskiego i zajęła miasto. Nagle przybyła spod Lwowa dywizja regimentarza Stefana Czarnieckiego. Czarniecki dopadł pod Jarosławiem i zniszczył podjazd szwedzki, złożony z kilkuset rajtarów. Następnie uderzył na Roberta Douglasa, który szedł na pomoc oddziałom pułkownika Petera Hammerskjölda, bezskutecznie usiłującym zdobyć Przemyśl. Douglas jednak w porę dowiedział się o zbliżającym się Czarnieckim i wycofał do Jarosławia. Żołnierze Douglasa uciekali w takim pośpiechu, że podczas przeprawy przez zamarznięty San wskutek załamania się lodu zginęło kilkudziesięciu żołnierzy szwedzkich.
15 sierpnia 1704 r. – obrona Jarosława przed wojskami Karola XII
Po napaści na Jarosław i dokonanym przez szwedzkie wojska rabunków, gwałtów i podpaleń, Karol XII wysłał do lwowian rozkaz, aby wojsku szwedzkiemu dostarczali piwo i mąkę przez całych 10 tygodni. Jednak lwowianie odmówili i mimo obrony 6 września 1704 r. zostali pokonani.

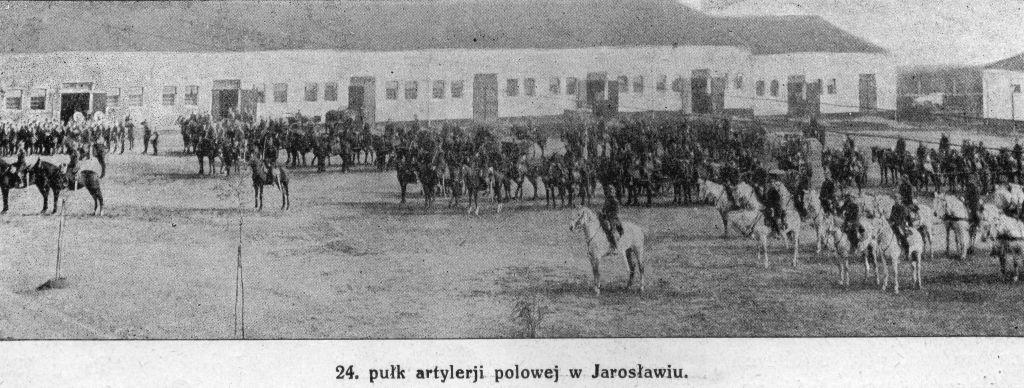
24 Pułk Artylerii Lekkiej, Korpus przemyski (1918-1928), Dowództwo Okręgu Korpusu nr X w Przemyślu, 1929

14 – 16 maja 1915 r. – bitwa pod Jarosławiem
Generał-major Tadeusz Rozwadowski, dowódca XII Brygady Artylerii, powstrzymał kontrnatarcie Rosjan. Podczas bitwy, podobnie jak w Bitwie pod Gorlicami, zastosował innowacyjną ruchomą zasłonę ogniową. Taktyka ta polega na ostrzale artylerii postępującym tuż przed atakującą piechotą. Metoda ta bardzo szybko weszła na trwałe do niemieckiego regulaminu walki, jako tzw. Feuerwalze, a do francuskiego jako barrage roulant i zastąpiła stosowane wcześniej wielogodzinne ostrzeliwanie pozycji wroga, po których następował pochłaniający liczne ofiary szturm wojsk. Działania te oraz spotkanie z cesarzem Wilhelmem II pod Jarosławiem opisał szerzej w swych wspomnieniach.
1 listopada 1918 – przejęcie władzy w Jarosławiu od Austriaków
10–11 września 1939 r. – obrona Jarosławia przed wojskami niemieckimi
1942-1943 – walka z okupantem
W drugiej połowie 1942 roku grupa bojowa Gwardii Ludowej zabrała z magazynu niemieckiego w koszarach przy ul. Kościuszki 15 tys. sztuk amunicji, 64 granaty, pistolet maszynowy i 3 pistolety. Ta sama grupa zlikwidowała 28 listopada 1943 roku członka Sonderdienstu.
W latach 1941–1942 Niemcy urządzili tu getto dla ok. 7000 Żydów, których zgładzili tutaj lub w obozach zagłady. W latach 1944–1947  nacjonaliści ukraińscy z OUN-UPA zamordowali w mieście lub jego pobliżu 22 Polaków i 1 Ukraińca za przejście na obrządek rzymskokatolicki. W latach 1943–1947  miasto było schronieniem przed atakami UPA dla wielu mieszkańców okolicznych wiosek.
27 lipca 1944 r. – wkroczenie Armii Czerwonej
Do miasta wkroczyły oddziały 1 Gwardyjskiej Armii Pancernej i 13 Armii 1 Frontu Ukraińskiego. 27 lipca 1949 roku na ul. Rynek odsłonięto Pomnik Zwycięstwa ku czci żołnierzy radzieckich, którzy zdobyli miasto.
6 kwietnia 1945 Ministerstwo Bezpieczeństwa Publicznego utworzyło Centralne Obozy Pracy. Obóz pracy nr 107 powstał w Jarosławiu.

### Po II wojnie światowej
Okres po 1945 r. to czas rozwoju i uprzemysławiania miasta, które stało się miastem na prawach powiatu. Rozbudowano stare zakłady przemysłowe (Zakłady Mięsne, Zakłady Przemysłu Cukierniczego), powstały też nowe, w tym Zakłady Przemysłu Dziewiarskiego „Jarlan” (w upadłości) oraz Owens-Illinois Polska o. w Jarosławiu (Huta Szkła Jarosław).

## Polityka

### Burmistrzowie Jarosławia
- 1990–1994 – Stanisław Hajnus (Komitet Obywatelski „Solidarność”)
- 1994–1999 – Jerzy Matusz (Komitet Obywatelski „Solidarność”/AWS)
- 1999–2002 – Jan Kazimierz Gilowski (AWS)
- 2002–2006 – Janusz Andrzej Dąbrowski (Forum Prawicy)
- 2006–2014 – Andrzej Wyczawski (PiS)
- 2014–2024 – Waldemar Paluch (KW Stowarzyszenie „Rozwój i Postęp”)
- od 2024 – Marcin Nazarewicz (Polska 2050)

### Honorowa Nagroda Burmistrza miasta Jarosławia
„Honorowa Nagroda Burmistrza miasta Jarosławia” przyznawana od 7 grudnia 1994 roku z inicjatywy ówczesnego burmistrza miasta Jerzego Matusza.

## Wspólnoty wyznaniowe
Na terenie Jarosławia działalność religijną prowadzą następujące Kościoły i związki wyznaniowe:
- Kościół rzymskokatolicki – dekanaty Jarosław I, II i III:
  - klasztor ss. Niepokalanek – kościół i klasztor ss. Niepokalanek[30]
  - parafia pw. Bożego Ciała[31] (dawniej kościół farny pw. św. Jana)
  - parafia pw. Chrystusa Króla[31]
  - parafia pw. Matki Bożej Bolesnej (Sanktuarium Matki Bożej Bolesnej – bazylika oo. Dominikanów)[31]
  - parafia pw. Miłosierdzia Bożego[31]
  - parafia pw. NMP Królowej Polski[31]
  - parafia pw. Najświętszego Serca Pana Jezusa[31]
  - parafia pw. Św. Teresy od Dzieciątka Jezus[31]
  - parafia pw. Św. Trójcy – kościół oo. franciszkanów-reformatów[31]
  - Bractwo Kapłańskie Świętego Piusa X – kaplica Matki Bożej Wspomożycielki Wiernych[32]
- Kościół greckokatolicki:
  - parafia Przemienienia Pańskiego (cerkiew Przemienienia Pańskiego)[33]
- Chrześcijańska Wspólnota Ewangeliczna:
  - Zbór „Arka” (ul. Sobieskiego 3)[34]
- Kościół Zielonoświątkowy:
  - Zbór „Barka” (ul. 29 Listopada 8)[35]
- Świadkowie Jehowy:
  - zbór Jarosław (Sala Królestwa ul. Podzamcze 63)[36][37]
- Świecki Ruch Misyjny „Epifania”
  - zbór w Jarosławiu (ul. Pełkińska 138)[38]

## Demografia
Dane z 31 grudnia 2010:
| Wyszczególnienie                  | Ogółem | Ogółem | Kobiety | Kobiety | Mężczyźni | Mężczyźni |
| Wyszczególnienie                  | osób   | %      | osób    | %       | osób      | %         |
| --------------------------------- | ------ | ------ | ------- | ------- | --------- | --------- |
| Populacja                         | 39146  | 100    | 20885   | 53,35   | 18261     | 46,65     |
| Gęstość zaludnienia [mieszk./km²] | 1131   | 1131   | 620     | 620     | 539       | 539       |

Liczba ludności Jarosławia na tle najważniejszych miast obecnego województwa podkarpackiego w okresie 1810-2002
| Miasto   | 1810 | 1817 | 1843  | 1851 | 1880  | 1900  | 1930  | 1955  | 1976   | 1988   | 2002   |
| Jarosław | 6662 | 7926 | 8623  | 8758 | 12422 | 22660 | 22330 | 21300 | 31596  | 40907  | 40235  |
| Przemyśl | 6353 | 7850 | 10318 | 8583 | 22040 | 46295 | 51379 | 41900 | 58458  | 67165  | 68095  |
| Rzeszów  | –    | –    | 7252  | 6475 | 11166 | 15010 | 27499 | 52100 | 100302 | 148560 | 160376 |

## Zabytki

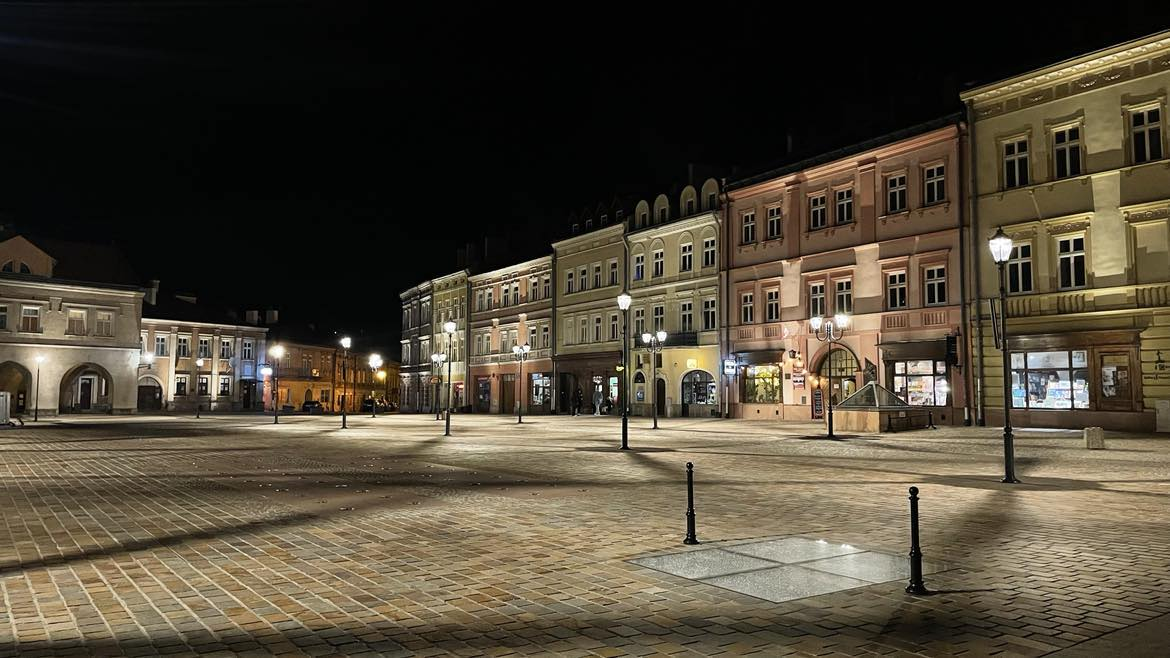
Rynek nocą.

Jarosławska starówka nocą, krótko przed Bożym Narodzeniem

23 marca 2009 decyzją rady miasta został utworzony park kulturowy obejmujący swoim zasięgiem stare miasto, Opactwo Sióstr Benedyktynek wraz z fortyfikacjami oraz zespół kościelno-klasztorny oo. Dominikanów. Następnym działaniem władz miasta będzie uznanie chronionego obszaru za pomnik historii. Centrum Jarosławia posiada historyczną zabudowę z licznymi kamienicami, kościołami i klasztorami. Na terenie miasta znajduje się kilkadziesiąt budynków wpisanych do rejestru zabytków.
- Układ urbanistyczny najstarszej części miasta

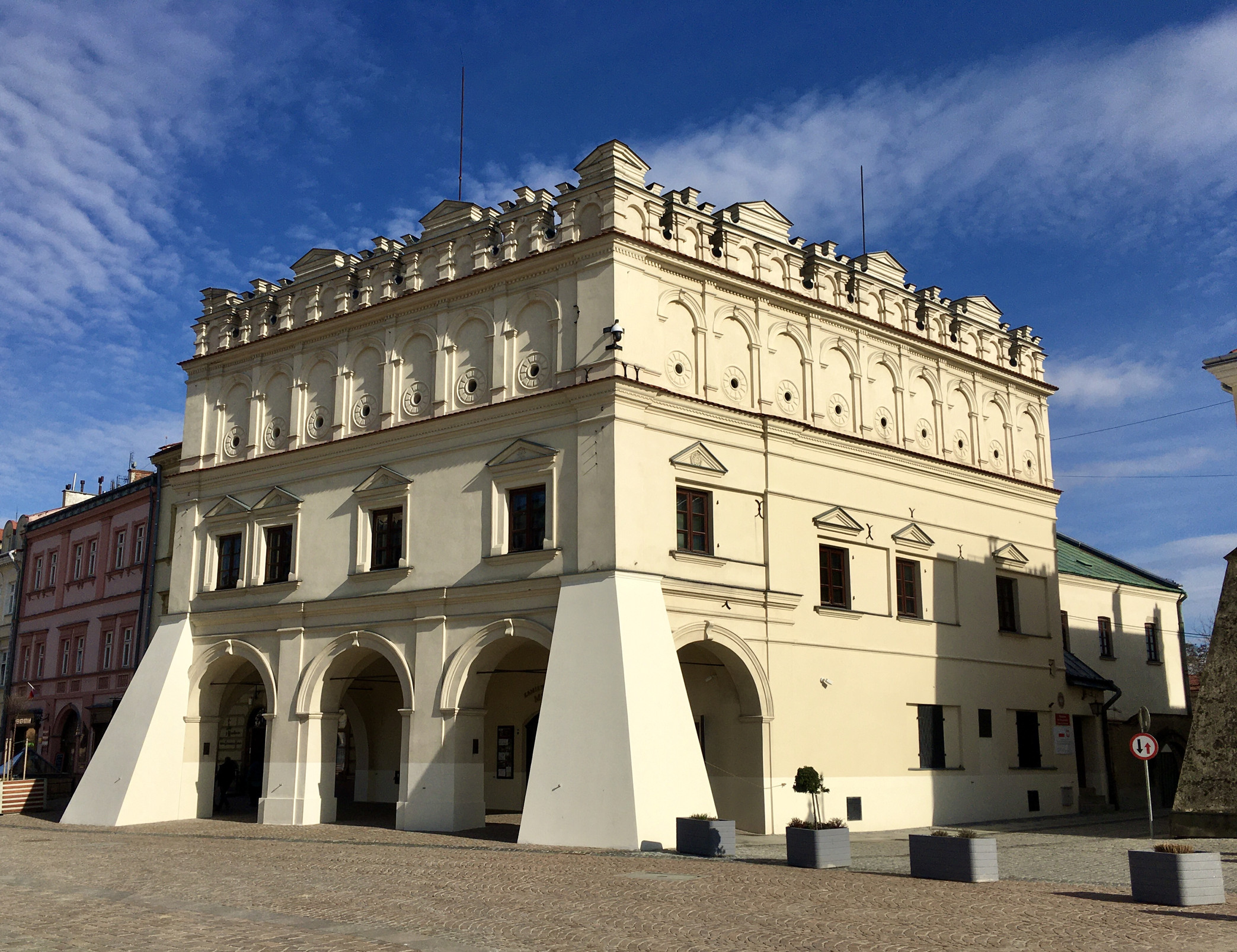
Kamienica Orsettich – Muzeum w Jarosławiu

- Renesansowa Brama Krakowska i mury obronne wraz z fosą
- Zabudowa rynku, w szczególności renesansowa Kamienica Orsettich z podcieniami i misterną attyką
- Ratusz Jarosławski
- Dawny Gmach Towarzystwa Gimnastycznego „Sokół” w Jarosławiu – obecnie Miejski Ośrodek Kultury
- Budynek Stowarzyszenia Jad Charuzim w Jarosławiu
- Miejska Wiata Targowa w Jarosławiu – wybudowana na wzór wrocławskiej na początku XX w.[45]
- Pałac w Pełkiniach (na granicy z miastem)
- Mały Rynek

### Kamienice i wille
- kamienice przy Rynku:
  - Orsettich (Rynek 4)
  - Attavantich (Rynek 5)
  - Gruszewiczowska[46] (Rynek 6)
  - królowej Marysieńki (Rynek 11)
  - Rydzikowska (Rynek 14)
- kamienice przy ul. Grodzkiej:
  - Prokuracikowska (ul. Grodzka 3)
- zabytkowe kamienice przy ulicy Grunwaldzkiej, m.in. Wojciechowskiego (nr 2), Strisowera (nr 18),
- zabytkowe kamienice przy ulicy Kraszewskiego:
  - kamienica Bernarda Hennera (nr 2)
  - kamienica Gatnera (nr 37)
- wille z przełomu XIX i XX w. przy ul. Kilińskiego

### Cmentarze

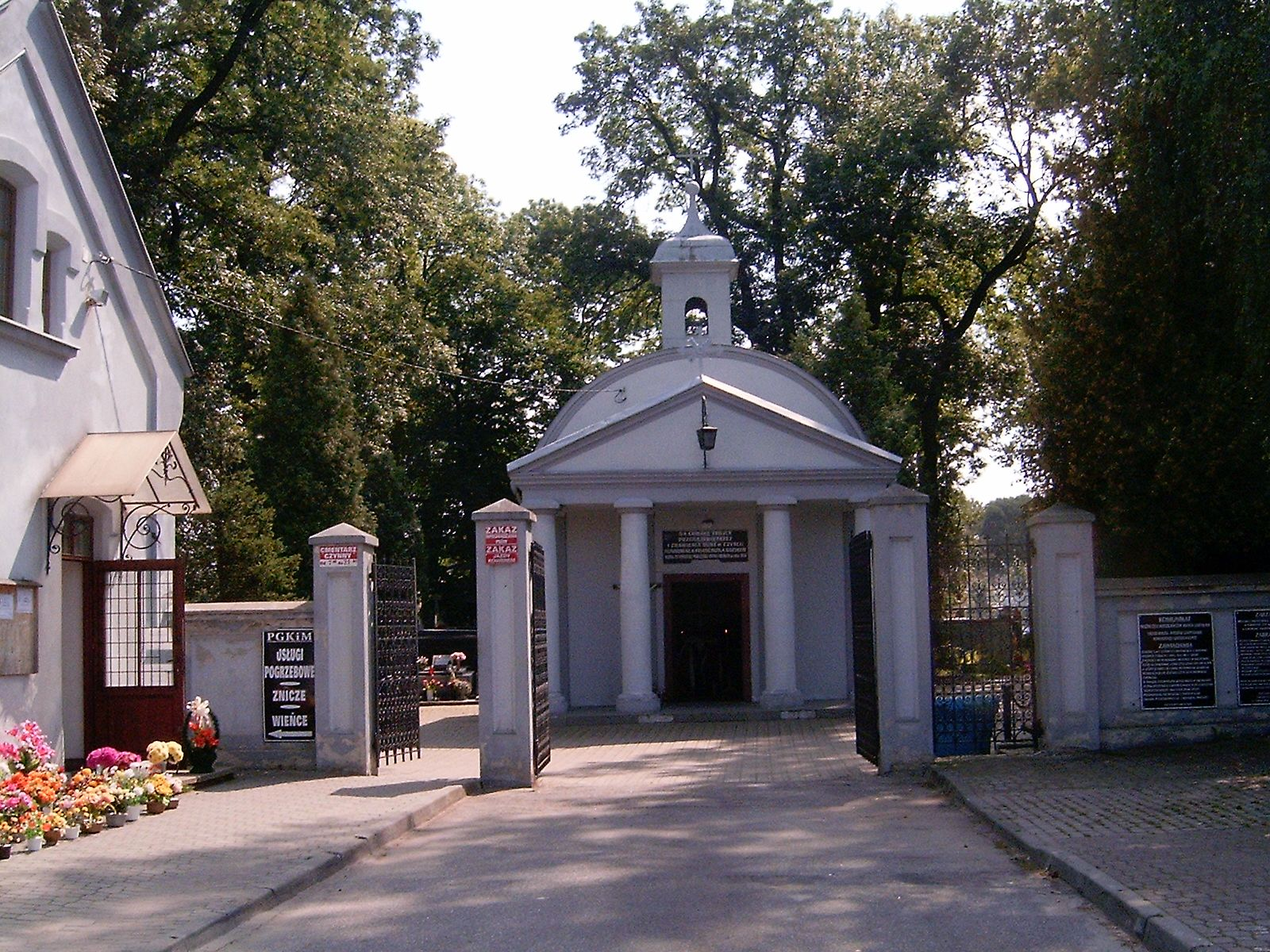
Stary Cmentarz

- Stary Cmentarz w Jarosławiu
- Nowy Cmentarz w Jarosławiu
- Cmentarz żydowski w Jarosławiu
- Cmentarz wojenny w Jarosławiu

### Kościoły

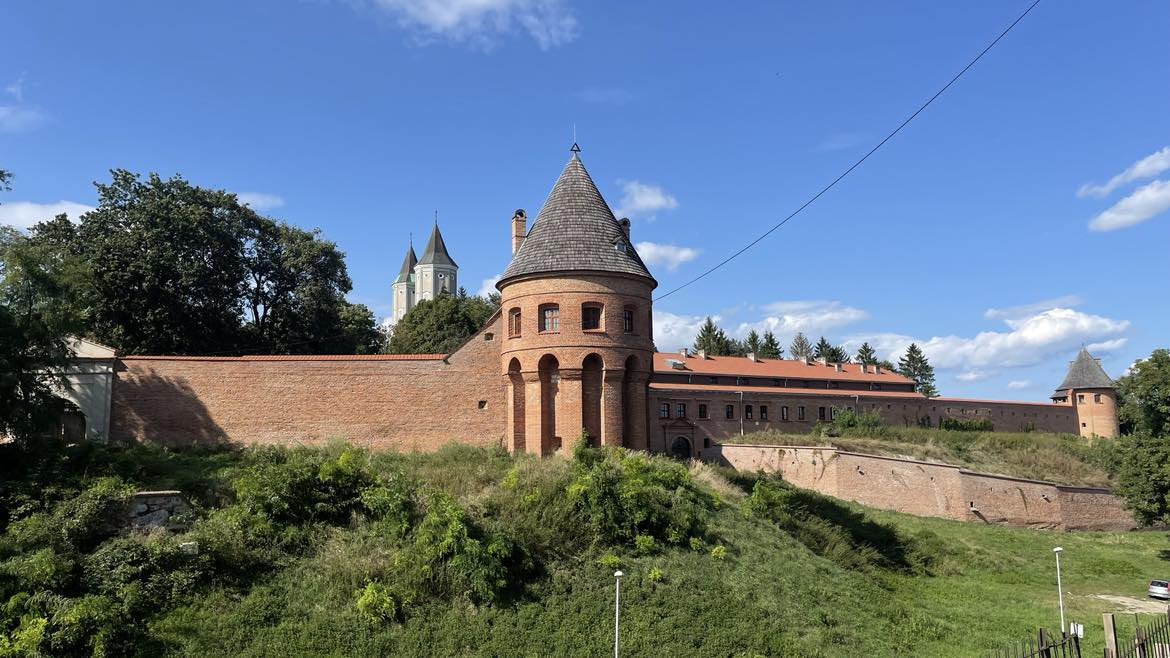
Mury obronne dawnego Opactwa Sióstr Benedyktynek

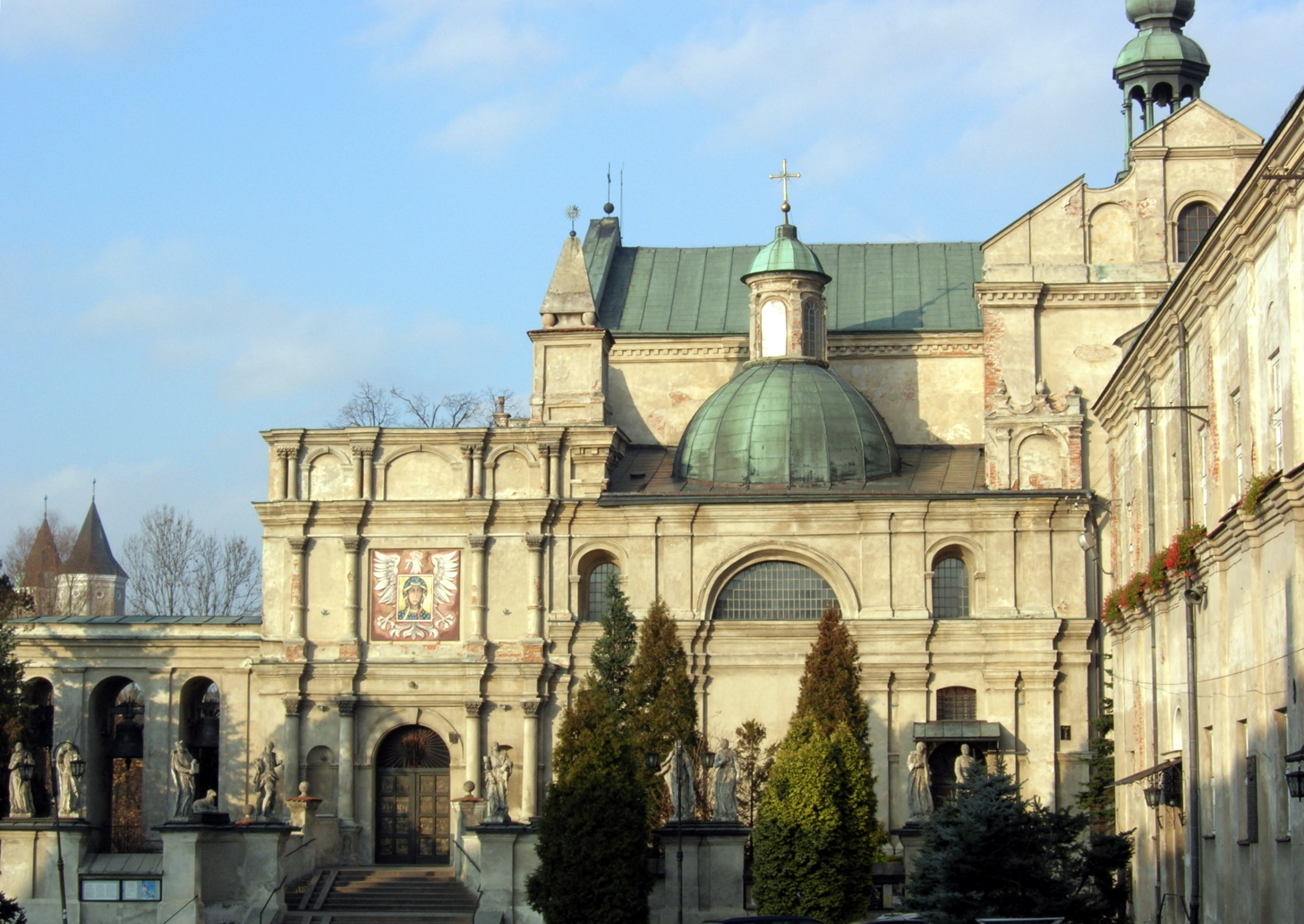
Kolegiata pw. Bożego Ciała

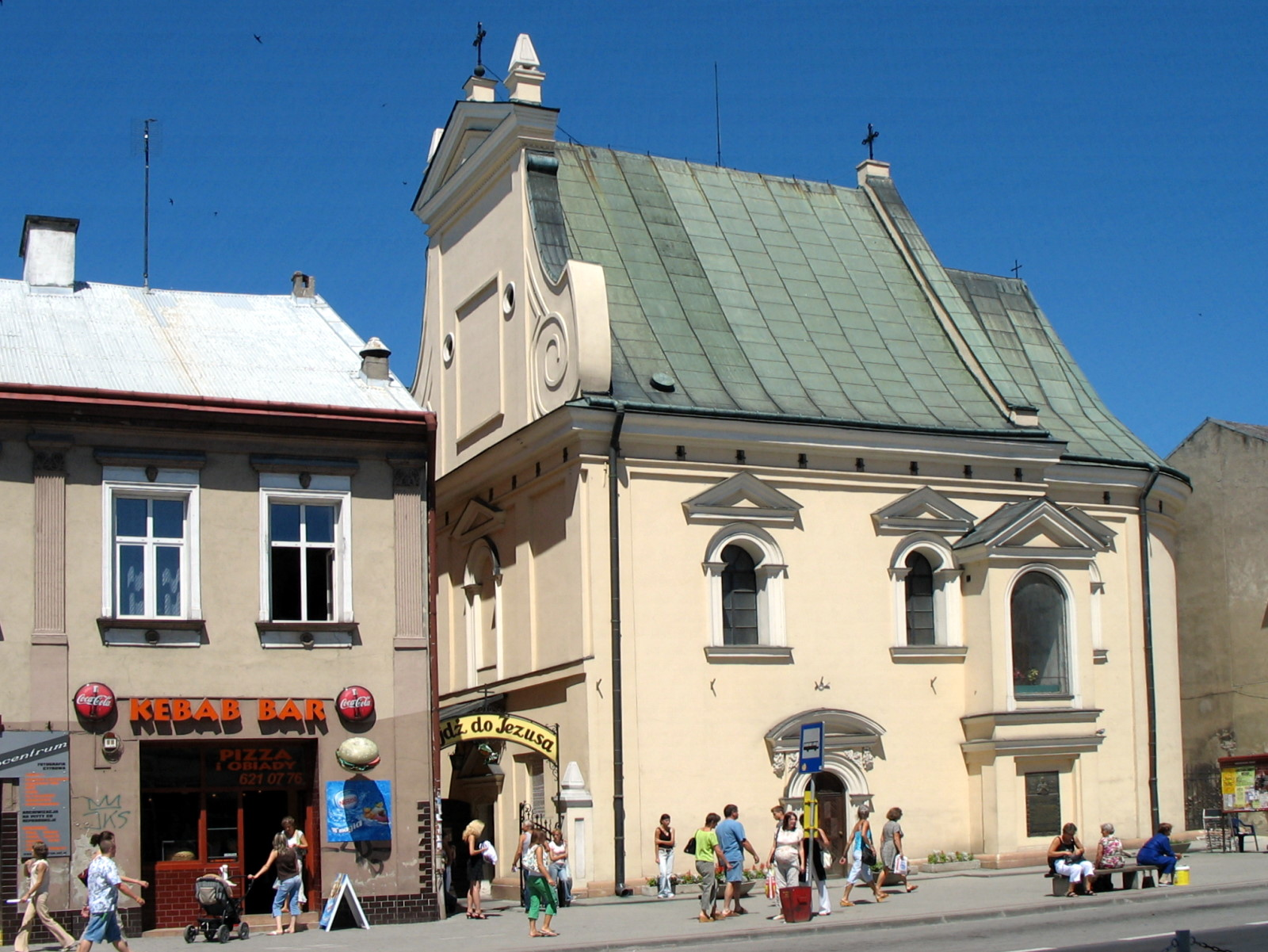
Kościół św. Ducha

- Kolegiata pw. Bożego Ciała z XVI w., dawniej jezuitów, przy kościele zachowany fragment dawnego kolegium jezuickiego
- Opactwo benedyktynek z kościołem pw. św. Mikołaja i św. Stanisława Biskupa z XVII w., otoczone murami obronnymi z basztami
- Kościół Ducha Świętego z XVII w.
- Kościół Trójcy Przenajświętszej i klasztor Franciszkanów-Reformatów z XVIII w.
- Bazylika i Sanktuarium Matki Bożej Bolesnej z klasztorem z XVII w., pierwotnie jezuitów, od 1777 dominikanów, w ołtarzu głównym gotycka rzeźba Matki Boskiej Bolesnej z XIV w.
- Klasztor ss. Niepokalanek

### Cerkwie
- Cerkiew konkatedralna pw. Przemienienia Pańskiego obrządku greckokatolickiego z XVIII w.
- Dawna greckokatolicka cerkiew Zaśnięcia NMP, obecnie kaplica rzymskokatolicka

### Synagogi

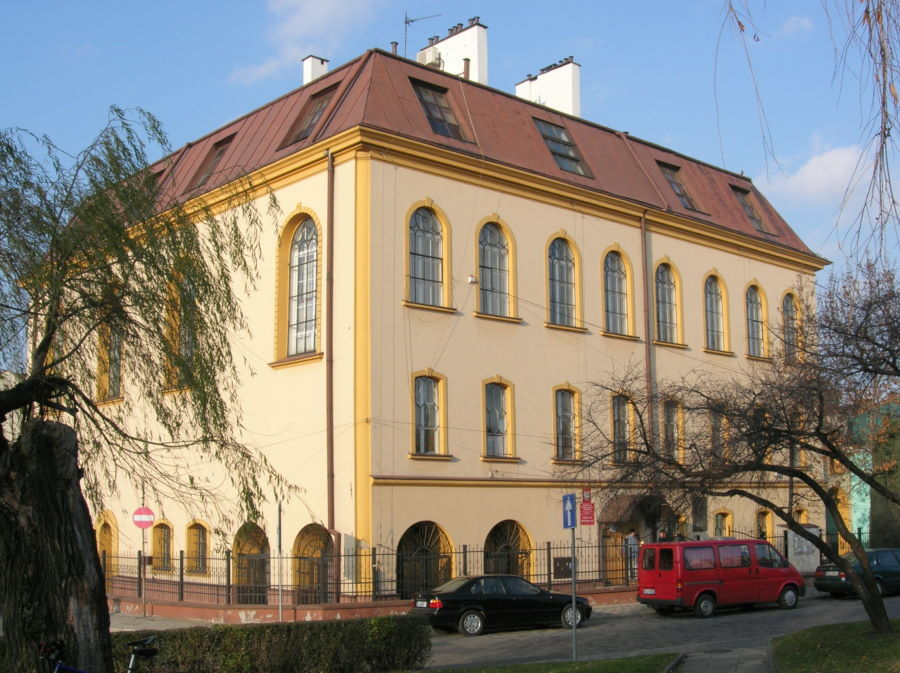
Duża Synagoga

- Dwie synagogi, jedna z początku, druga z końca XIX w. – Duża i Mała
- Najstarsza synagoga w Jarosławiu
- Synagoga w Jarosławiu (Mały Rynek 17)

## Gospodarka
Na terenie miasta znajdują się tereny Specjalnej Strefy Ekonomicznej Euro-Park Mielec.
- Jarosławskie Towarzystwo Budownictwa Społecznego
- Przedsiębiorstwo Gospodarki Komunalnej i Mieszkaniowej w Jarosławiu
- Przedsiębiorstwo Wodociągów i Kanalizacji w Jarosławiu
- Lear Corporation Poland Sp. z o.o.
- Owens-Illinois Polska oddz. Huta Szkła „Jarosław”
- PPŻM „PZZ” w Jarosławiu
- Jarosławskie Zakłady Mięsne – oddział Sokołów S.A.
- ZPC „San” w Jarosławiu – oddział LU Polska a później Mondelēz International
- Fabryka Ciast i Cukrów Stanisław Gurgul
- Jarosławskie Przedsiębiorstwo Budowlane
- Galeria Handlowa Stara Ujeżdzalnia

## Transport

Ulica Słowackiego w centrum miasta

### Transport drogowy
Autostrada:
- A4E40  Autostrada A4 (E40): granica państwa – Zgorzelec – Wrocław – Katowice – Kraków – Rzeszów – Korczowa – granica państwa

Drogi krajowe:
- 94 Droga krajowa nr 94: Jędrzychowice – Legnica – Wrocław – Opole – Bytom – Kraków – Tarnów – Rzeszów – Korczowa
- 77 Droga krajowa nr 77: Lipnik – Sandomierz – Nisko – Jarosław – Przemyśl

Drogi wojewódzkie:
- 865 Droga wojewódzka nr 865: Jarosław – Bełżec
- 880 Droga wojewódzka nr 880: Jarosław – Pruchnik

#### Transport autobusowy
Komunikacja miejska obsługiwana jest przez Miejski Zakład Komunikacji w Jarosławiu, natomiast obsługę transportową powiatów jarosławskiego, przeworskiego i lubaczowskiego zapewnia Przedsiębiorstwo Komunikacji Samochodowej Jarosław SA, powstałe w l. 1950–1951, usamodzielnione w 1990 i przekształcone w spółkę akcyjną w 2000; od 2010 stanowiące własność powiatu jarosławskiego. Należący do przedsiębiorstwa Dworzec PKS w Jarosławiu powstał w 1977 roku.

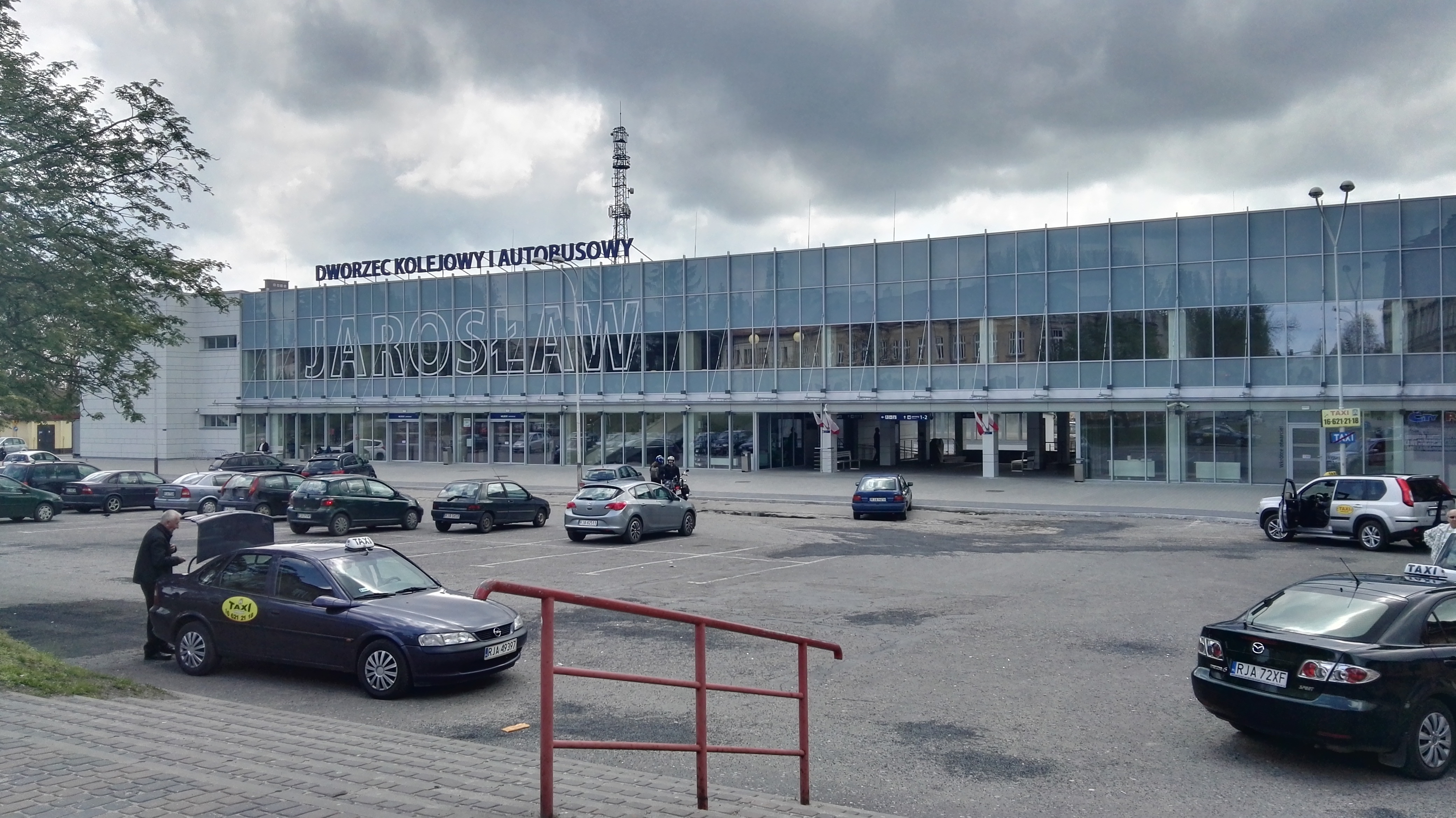
Dworzec kolejowy i autobusowy

### Transport kolejowy
Jarosław uzyskał połączenie kolejowe w 1860 roku, w ramach kolei galicyjskiej im. Karola Ludwika Kraków – Lwów (obecna linia kolejowa nr 91). W 1884 roku otwarto drugą linię kolejową z Jarosławia do Sokala. Obecny gmach dworca kolejowego i autobusowego pochodzi z 1977 roku.

### Lądowisko
Około 20 km na wschód od miasta funkcjonuje prywatne lądowisko Laszki.

## Bezpieczeństwo i porządek publiczny

Komenda Powiatowa Policji w Jarosławiu

### Policja
Główną instytucją w zakresie bezpieczeństwa i porządku publicznego w Jarosławiu jest Komenda Powiatowa Policji.
Działalność merytoryczną prowadzi w oparciu o Ustawę z dnia 6 kwietnia 1990 r. o Policji, podejmując działania ukierunkowane między innymi na: prewencję społeczną o szerokim zasięgu edukacji, patologie społeczne: alkoholizm, niedostosowanie społeczne i demoralizację dzieci i młodzieży, przemoc domową, bezpieczeństwo na drogach i w innych miejscach publicznych.

### Straż miejska
Jarosław posiada również Straż Miejską, której podstawowym zadaniem jest ochrona spokoju i porządku w miejscach publicznych na terenie miasta.

### Wojsko

Pomnik w hołdzie żołnierzom w 90 rocznicę odzyskania przez Polskę niepodległości

W garnizonie jarosławskim stacjonuje 14 Dywizjon Artylerii Samobieżnej im. gen. bryg. Wacława Wieczorkiewicza i 21 Dywizjon Artylerii Przeciwlotniczej.
Mieści się tu również Wojskowa Komenda Uzupełnień w Jarosławiu.

### Ochrona przeciwpożarowa
Miasto jest siedzibą Komendy Powiatowej Państwowej Straży Pożarnej i podlega obszarowi działania Jednostki Ratowniczo-Gaśniczej Państwowej Straży Pożarnej w Jarosławiu, wchodzącej w skład Krajowego Systemu Ratowniczo-Gaśniczego.

### Ochrona zdrowia
- Centrum Opieki Medycznej w Jarosławiu – samodzielny publiczny zakład opieki zdrowotnej, świadczy usługi leczniczo – zapobiegawcze w zakresie przewidzianym dla szpitali i innych zakładów z całodobowymi świadczeniami zdrowotnymi oraz w zakresie przewidzianym dla lecznictwa otwartego: podstawowego i specjalistycznego, a także stomatologii, rehabilitacji zabiegowej i pomocy doraźnej.
- Specjalistyczny Psychiatryczny Zespół Opieki Zdrowotnej w Jarosławiu
- Pogotowie Ratunkowe w Jarosławiu

### Ochrona sanitarna
Powiatowa Stacja Sanitarno-Epidemiologiczna w Jarosławiu sprawuje bieżący i zapobiegawczy nadzór sanitarny, prowadząc działalność zapobiegawczą i przeciwepidemiczną w zakresie chorób zakaźnych i innych powodowanych warunkami środowiska.

## Kultura
- Centrum Kultury i Promocji w Jarosławiu
- Muzeum w Jarosławiu Kamienica Orsettich
- Jarosławski Ośrodek Kultury i Sztuki
- Miejska Biblioteka Publiczna im. A. Fredry
- KCK – Katolickie Centrum Kultury

### Imprezy odbywające się corocznie
Styczeń
- Obchody Rocznicy Powstania Styczniowego[51]
- Finał WOŚP

Luty
- Zakochani w Podziemiach[52]

Marzec
- Festiwal Muzyki Fortepianowej im. Marii Turzańskiej[53]
- Piknik Motocyklowy nad Sanem[54]

Kwiecień
- Jarosławska Giełda Staroci

Maj
- Obchody Dnia Flagi[55]
- Obchody Święta Konstytucji 3-go Maja[56]
- Noc muzeów / Noc Zwiedzania Rynku[57]
- Juwenalia
- Dzień Godności Osoby z Niepełnosprawnością Intelektualną[58]
- Jarosławska Giełda Staroci[59]

Czerwiec
- Mini Jarmark / Dzień Dziecka[60]
- Dzień Patrona Miasta[61]
- Jarosławska Giełda Staroci

Lipiec
- Dni Jarosławia[62]
- Zlot Żarciowozów
- Kulturalne Lato w Mieście[63]
- Jarosławska Giełda Staroci

Sierpień
- Międzynarodowy Festiwal Muzyki Dawnej w Jarosławiu
- Obchody Rocznicy Powstania Warszawskiego[64]
- Obchody Święta Wojska Polskiego
- Jarmark Jarosławski[65]
- Jarosławskie Dni Sztuki[66]
- Jarosławska Giełda Staroci

Wrzesień
- Obchody Rocznicy Wybuchu II Wojny Światowej
- Jarosławska Giełda Staroci
- Jarmark Benedyktyński[67]
- Obchody Dnia Sybiraka i Weterana
- Międzynarodowy Festiwal Kultury Kresowej[68]
- Jarosławski Przegląd Teatrów "Na Dziedzińcu"[69]

Październik
- Wieczory u Attavantich[70]
- Jarosławska Giełda Staroci

Listopad
- Narodowy Dzień Niepodległości

Grudzień
- Jarmark Bożonarodzeniowy[71]
- Bieg Mikołajkowy

## Oświata

### Uczelnie
- Państwowa Wyższa Szkoła Techniczno-Ekonomiczna im. ks. Bronisława Markiewicza
- Studium Języków Obcych

### Szkoły ponadgimnazjalne

I Liceum Ogólnokształcące im. Mikołaja Kopernika

- I Liceum Ogólnokształcące im. Mikołaja Kopernika
- Zespół Szkół Spożywczych i Biznesowych im. Marii Skłodowskiej-Curie
- Zespół Szkół Innowacyjnych im. Juliusza Słowackiego
- Zespół Szkół Ogólnokształcących im. Książąt Czartoryskich
- Zespół Szkół Drogowo-Geodezyjnych i Licealnych im. Augusta Witkowskiego
- Zespół Szkół Ekonomicznych i Ogólnokształcących im. Marii Dąbrowskiej
- Zespół Szkół Budowlanych i Ogólnokształcących im. Króla Kazimierza Wielkiego
- Zespół Szkół Technicznych i Ogólnokształcących im. Stefana Banacha
- Zespół Szkół Plastycznych im. Stanisława Wyspiańskiego
- Publiczne Katolickie Liceum Ogólnokształcące parafii pw. Bożego Ciała
- Liceum Ogólnokształcące przy Szkole Mistrzostwa Sportowego

### Gimnazja
Gimnazja istniejące przed 31.08.2019:
- Publiczne Gimnazjum nr 1 im. św. Królowej Jadwigi
- Publiczne Gimnazjum nr 2 im. ks. Stanisława Konarskiego
- Publiczne Gimnazjum nr 3 im. ks. Jana Twardowskiego
- Publiczne Gimnazjum nr 4 w Zespole Szkół Ogólnokształcących im. Książąt Czartoryskich
- Publiczne Gimnazjum nr 5 w Zespole Szkół im. Jana Pawła II
- Prywatne Gimnazjum im. Świętej Rodziny
- Prywatne Gimnazjum Sióstr Niepokalanek im. Bł. Matki Marceliny z Kotowiczów Darowskiej

### Szkoły podstawowe

Szkoła Podstawowa im. Adama Mickiewicza przy ulicy Kraszewskiego

- Szkoła Podstawowa nr 1 im. św. Królowej Jadwigi
- Szkoła Podstawowa nr 2 im. ks. Stanisława Konarskiego
- Szkoła Podstawowa nr 4 im. Stefana Żeromskiego
- Szkoła Podstawowa nr 5 im. Baśki Puzon w Zespole Szkół im. Jana Pawła II
- Szkoła Podstawowa nr 6 im. ks. Piotra Skargi
- Szkoła Podstawowa nr 7 im. Ks. Stanisława Staszica
- Szkoła Podstawowa nr 9 im. Tadeusza Kościuszki – Łazach Kostkowskich (dzielnica w północnej części miasta)
- Szkoła Podstawowa nr 10 im. Wojska Polskiego
- Szkoła Podstawowa nr 11 im. Adama Mickiewicza
- Prywatna Szkoła Podstawowa Sióstr Niepokalanek im. Bł. Matki Marceliny z Kotowiczów Darowskiej

### Szkoły artystyczne
- Państwowe Ognisko Baletowe im. Lidii Nartowskiej
- Zespół Państwowych Szkół Muzycznych im. Fryderyka Chopina
- Zespół Szkół Plastycznych im. Stanisława Wyspiańskiego

### Szkoły specjalne
- Specjalny Ośrodek Szkolno-Wychowawczy

## Media
W roku 2008 w Jarosławiu powstało lokalne radio Twoje Radio Jarosław nadające na częstotliwości 1062 MW. „Twoje Radio Jarosław” nadaje informacje z Jarosławia. Radio nadaje z Państwowej Wyższej Szkoły Techniczno-Ekonomicznej im. ks. Bronisława Markiewicza w Jarosławiu i ma nadajnik na kominie Zakładów Mięsnych w Jarosławiu.
W Jarosławiu działało przez ponad 10 lat Radio Fara, nadające początkowo z Kościoła NMP Królowej Polski, a później przeniesione do Opactwa Benedyktynek. Radio w chwili obecnej ma siedzibę w Przemyślu i nadaje na częstotliwości 98,2 FM (w Jarosławiu jest słabo słyszalne). W Jarosławiu działa tylko studio Radia Fara, mieszczące się w Opactwie Benedyktynek.
W Jarosławiu działa telewizja Azart, która także nadaje informacje z Jarosławia. W 2012 roku powstały tu dwie telewizje internetowe: niezależna POD24 (www.pod24.info) oraz TWOJA TV (www.twojatv.info).
Od lat 90. XX wieku działa Gazeta Jarosławska, tygodnik zawierający informacje z Jarosławia, Przeworska oraz powiatu jarosławskiego i przeworskiego.
Urząd Miasta Jarosławia wydaje bezpłatny Biuletyn. Jest to gazeta z informacjami lokalnymi.
Niektóre kościoły wydają gazetki parafialne. Kościół NMP Królowej Polski wydaje także miesięcznik „Ave Maria”.
Niektóre szkoły wydają gazetki szkolne.

## Wypoczynek i rekreacja

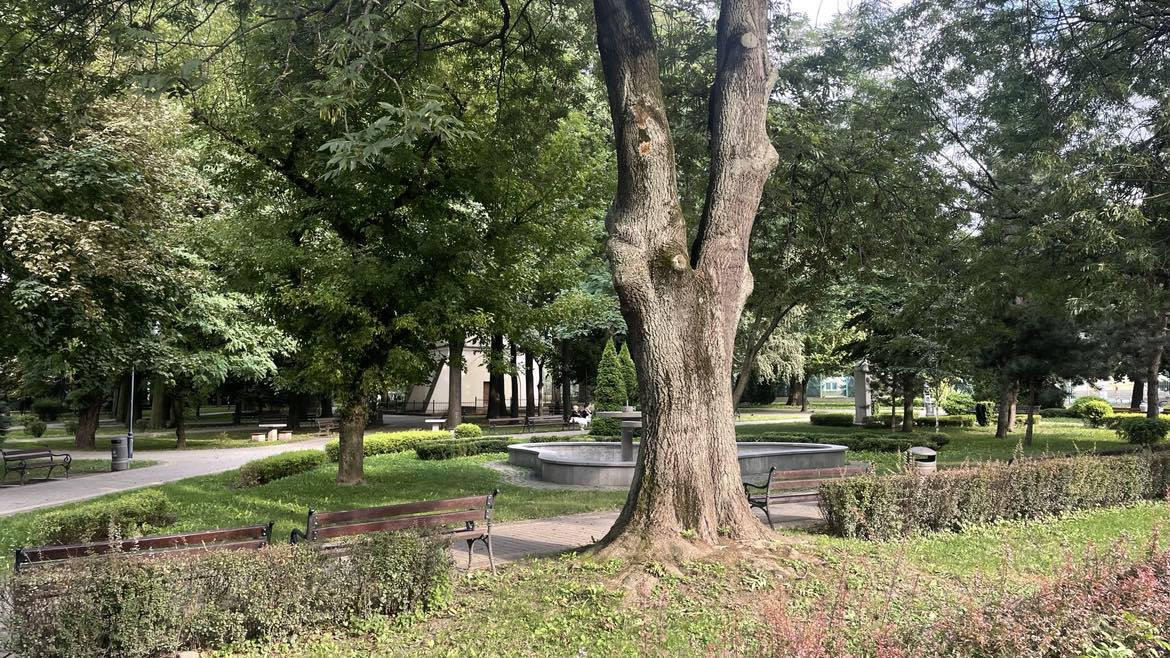
Park im. Czesławy "Baśki" Puzon

Pomnik Baśki Puzon w parku jej imienia

- Miejski Ośrodek Sportu i Rekreacji
- Park miejski im. Bohaterów Monte Cassino
- Ogród jordanowski im. Wilsona
- Park Miejski im. Baśki Puzon
- Park lipowy w Wygarkach
- „Małpi Gaj”
- Błonia na południe od torów kolejowych w okolicy os. Kombatantów
- Stadion Miejski przy ul. Bandurskiego
- Dwa boiska Orlik 2012
- Przystań kajakowa Kolping
- Combat Aikido Jarosław
- Miejscowości wypoczynkowe Radawa, Czerwona Wola i Helusz
- Jezioro w miejscu starorzecza w miejscowości Zgoda oraz zalew ZEK w Radymnie
- Miejsca do łowienia ryb na akwenie Babionka (przy ul. Stawki)
- Rzeka San
- Liczne zespoły ogródków działkowych

## Sport
Miasto leży na trasie jednego z etapów Międzynarodowego Wyścigu Kolarskiego „Solidarności” i Olimpijczyków
- Miejski Ośrodek Sportu i Rekreacji w Jarosławiu im. Burmistrza Adolfa Dietziusa
- Znicz Jarosław (koszykówka mężczyzn: PLK 3 sezony, w sezonie 2012/13 klub grał w 3 lidze)
- JKS 1909 Jarosław – piłka nożna: IV liga
- Aeroklub Ziemi Jarosławskiej, który korzysta z lotniska w miejscowości Laszki[73]
- San Pajda Jarosław (siatkówka kobiet 1 liga)
- Klub Sportowy Przedmieście Jarosław (piłka nożna: klasa B = 7 liga)
- AZS Jarosław (koszykówka mężczyzn: 2 liga)
- Sokołów Jarosław (dawniej Kolping) (tenis stołowy mężczyzn: ekstraklasa)
- Eurobud JKS Jarosław (piłka ręczna kobiet: PGNiG Superliga Kobiet)
- Combat Aikido Jarosław
- Ninja Academy Poland (zajęcia ogólnorozwojowe dla dzieci i młodzieży)
- Hala Sportowa PWSZ
- Hala Sportowa Gimnazjum nr 1
- Hala Sportowa Niepokalanki
- Trzy boiska Orlik 2012
- Boiska szkolne
- Klub Sportów Walki „Sokół”
- Największa w mieście Akademia Piłki Nożnej JSRR Jarosław

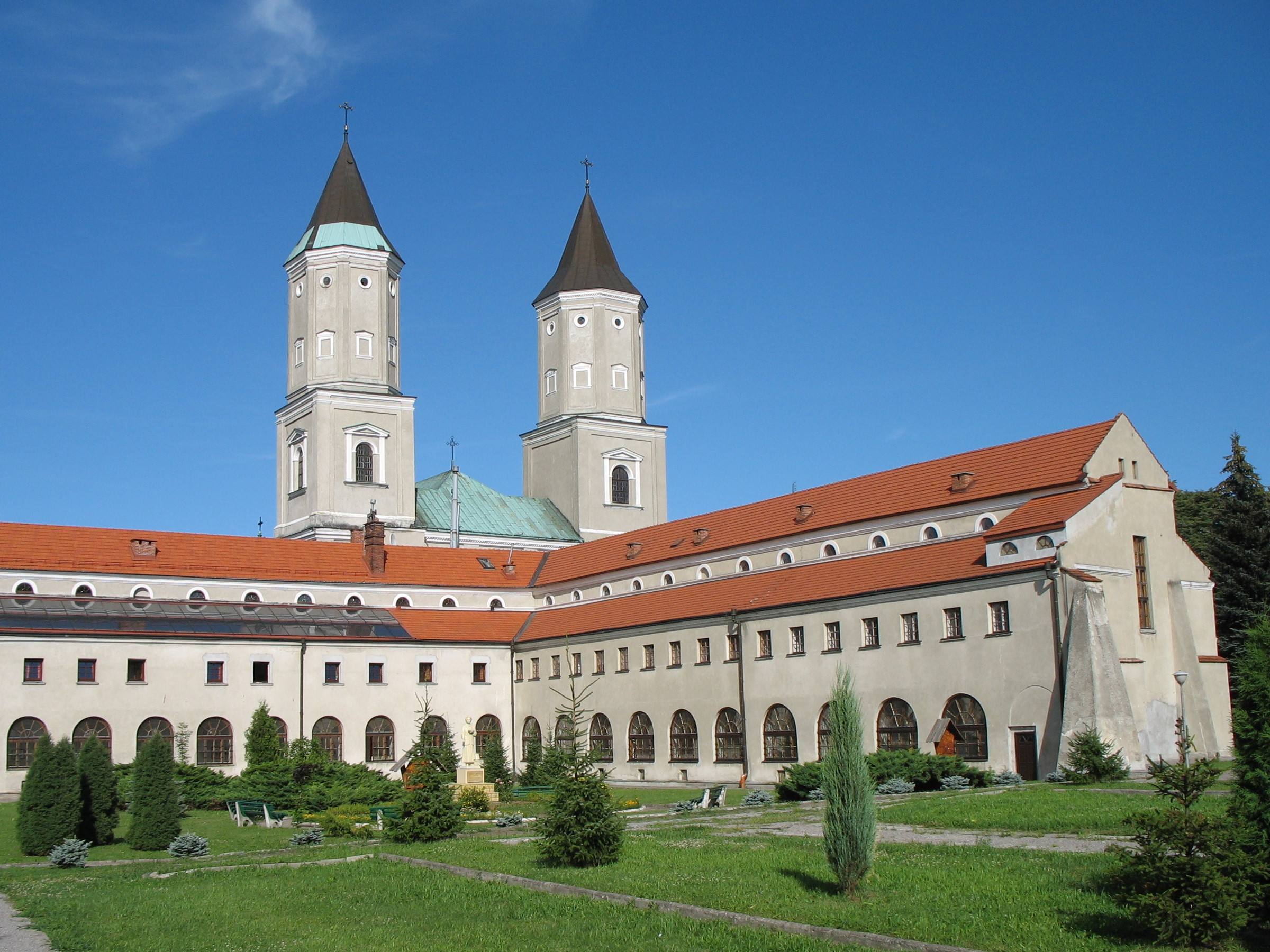
Kościół pw. św. Mikołaja i opactwo benedyktynek

## Osoby związane z Jarosławiem

### Miasta partnerskie
| - Michalovce 5 lipca 1998 r. - Orange 12 maja 2001 r. - Vyškov 12 maja 2001 r. - Dingelstädt 25 sierpnia 2001 r. - Użhorod 6 października 2002 r. - Humenné 22 sierpnia 2005 r. | - Jaworów 2 czerwca 2006 r. - Schönebeck (Elbe) – list intencyjny podpisany w 2005 r. umowa ratyfikowana przez obie Rady Miast do tej pory nie została podpisana. - Kőbánya – X Dzielnica Budapesztu 5 października 2012 r. - Svidník 25 października 2013 r. |